# Liste der Kulturdenkmale in Karlsruhe-Weststadt

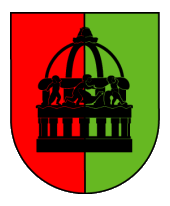
Wappen der Weststadt

In der Liste der Kulturdenkmale in Karlsruhe-Weststadt werden alle unbeweglichen Bau- und Kunstdenkmale in Weststadt (Karlsruhe) aufgelistet, die in der städtischen „Datenbank der Kulturdenkmale“ geführt sind.
Diese Liste ist nicht rechtsverbindlich. Eine rechtsverbindliche Auskunft ist lediglich auf Anfrage bei der Unteren Denkmalschutzbehörde der Stadt Karlsruhe erhältlich. Außerdem ist die Liste auf Grund ihrer Größe in Straßen aufgeteilt.

## Gesamtanlage Gutenbergplatz
| Bild | Bezeichnung                   | Lage | Datierung | Beschreibung | ID |
| ---- | ----------------------------- | --- | --------- | --- | -- |
|      | Gesamtanlage „Gutenbergplatz“ | Gabelsbergerstr. 1, Goethestr. 27–51, 28-54, Gutenbergstr. 1–5, Kaiserallee 49–53, 63–69, Körnerstr. 1–41, 2–40, Nelkenstr. 1–33, Sophienstr. 143–147, 150–168, Uhlandstr. 2–40, 3–35, Yorckstr. 1–29 | 1900      | Satzung vom 22. Juni 1999 (Amtsblatt vom 02. Juli 1999). Das Orts-, Platz- und Straßenbild im Bereich des Gutenbergplatzes in Karlsruhe wird als Gesamtanlage „Gutenbergplatz“ unter Denkmalschutz gestellt. Geschützt nach § 19 DSchG |    |

## Bachstraße
| Bild | Bezeichnung                                             | Lage                                | Datierung | Beschreibung | ID |
| ---- | ------------------------------------------------------- | ----------------------------------- | --------- | --- | -- |
|      | Doppelhaus mit Vorgarteneinfriedung                     | Bachstr. 2, 4                       | 1901      | Von Curjel & Moser für Alber & Fischer, Sigmann & Körner. Geschützt nach § 2 DSchG                                                               |    |
|      | Teil einer Mietwohnhausgruppe mit Vorgarteneinfriedung  | Bachstr. 5                          | 1911      | Von Adalbert Zippelius zum Eigenbedarf. Geschützt nach § 2 DSchG                                                                                 |    |
|      | Teil einer Mietwohnhausgruppe mit Vorgarteneinfriedung  | Bachstr. 7                          | 1911      | Von Adalbert Zippelius zum Eigenbedarf. Geschützt nach § 2 DSchG                                                                                 |    |
|      | Doppelhaus mit Vorgarteneinfriedung                     | Bachstr. 14, Richard-Wagner-Str. 13 | 1902      | Von Curjel & Moser für Peter Heilmann; Stolz & Wohlwend. Geschützt nach § 2 DSchG                                                                |    |
|      | Doppelhaus mit Vorgarteneinfriedung                     | Bachstr. 15, Richard-Wagner-Str. 14 | 1906      | Von Pfeifer & Großmann. Geschützt nach § 2 DSchG                                                                                                 |    |
|      | Doppelhaushälfte mit Remise (heute Wohnhaus) und Garten | Bachstr. 20, 22                     | 1910      | Von Pfeifer & Großmann für K. Nieten, Kaufmann. Die Remise wurde 1936 zu einem Wohnhaus mit neubarocken Formen umgebaut Geschützt nach § 2 DSchG |    |
|      | Doppelhaus mit Vorgarteneinfriedung                     | Bachstr. 21, 23                     | 1908      | Von Emil Deines für Franz Hermann. Geschützt nach § 2 DSchG                                                                                      |    |
|      | Doppelhaushälfte                                        | Bachstr. 24                         | 1908      | Von Hohlwäger u. Hillenbrand für Karl Schlottenbeck & Eduard Roth, Kaufleute. Geschützt nach § 2 DSchG                                           |    |
|      | Doppelhaus                                              | Bachstr. 25, Händelstr. 19          | 1911/12   | Von Rudolf Messang für Julius Giacomelli, Bauunternehmer. Geschützt nach § 2 DSchG                                                               |    |

## Beethovenstraße
| Bild           | Bezeichnung                             | Lage                  | Datierung | Beschreibung | ID |
| -------------- | --------------------------------------- | --------------------- | --------- | --- | -- |
| Weitere Bilder | Wohnhausgruppe mit Vorgarteneinfriedung | Beethovenstr. 1, 3, 5 | ca 1906   | Von Curjel & Moser. Geschützt nach § 2 DSchG |    |
| Weitere Bilder | Doppelwohnhaus                          | Beethovenstr. 2, 4    | 1906–1907 | Doppelwohnhaus, zweigeschossig und traufständig mit Risalitbauten und Balkonloggia, von Hermann Billing für Adolf Williard, Baurat; Wilhelm Stober, Maurermeister, zugehörige Remise mit Schieferdach (Nr. 2 errichtet 1907). Geschützt nach § 2 DSchG |    |
| Weitere Bilder | Doppelhaus                              | Beethovenstr. 7, 9    | 1905–06   | Von Curjel & Moser für Stolz & Wohlwend. Geschützt nach § 2 DSchG |    |

## Blücherstraße
| Bild | Bezeichnung                                     | Lage                               | Datierung | Beschreibung | ID |
| ---- | ----------------------------------------------- | ---------------------------------- | --------- | --- | -- |
|      | Mietwohnhaus                                    | Blücherstr. 18                     | 1906      | Von Carl Kreutz für Friedrich Gerber, Glasermeister. Geschützt nach § 2 DSchG |    |
|      | Vereinshaus des ev. Männervereins der Weststadt | Blücherstr. 20                     | 1903–04   | Fassade mit Turm und Dach, von Curjel & Moser. Geschützt nach § 2 DSchG |    |
|      | Wohnblock                                       | Blücherstr. 22, 24, Dragonerstr. 2 | 1926      | Von Fritz Rössler für Wohnbaugesellschaft Blücherstraße. Geschützt nach § 2 DSchG |    |
|      | Gebäude                                         | Blücherstr. 26                     | 1925/26   | Das Gebäude entstand nach Planungen des Architekten R. K. Schmeisser. Die Kulturdenkmaleigenschaft wurde durch das Landesdenkmalamt am 07.05.1993 festgestellt. Geschützt nach § 2 DSchG |    |

## Bunsenstraße
| Bild | Bezeichnung                         | Lage                              | Datierung | Beschreibung | ID |
| ---- | ----------------------------------- | --------------------------------- | --------- | --- | -- |
|      | Doppelhaus                          | Bunsenstr. 1, 3                   | 1901      | Von Heinrich Sexauer für Heinrich Sexauer, Architekt. Geschützt nach § 2 DSchG |    |
|      | Mietwohnhaus                        | Bunsenstr. 2                      | 1904      | Mietwohnhaus, viergeschossiger Massivbau, halb frei stehend mit seitlicher Erschließung, Erdgeschoss mit Rundbogenfenstern,im dritten Obergeschoss verzierte Loggia mit Rundbogenfenstern und flankierenden Säulen, Haustüre mit Vordach,Treppenhaus mit Metalltreppe, Buntglasfenstern, Zierstuck, Torbogen als Garteneingang, nach Plänen von Heinrich Sexauer für den Kunstmaler Robert Buckow. Geschützt nach § 2 DSchG |    |
|      | Doppelhaus mit Vorgarteneinfriedung | Bunsenstr. 2a, Weinbrennerstr. 19 | 1926      | Von Emil Brannath für Mieter- und Bauverein. Geschützt nach § 2 DSchG |    |
|      | Doppelwohnhaus                      | Bunsenstr. 6 und 8                | 1903      | Doppelwohnhaus, dreigeschossiger Massivbau mit ausgebautem Dachgeschoss, Loggien, Balkongitter, eiserne Garteneinfriedungen, von Th. Trautmann als Architekt und Bauherr. Geschützt nach § 2 DSchG |    |
|      | Mietwohnhaus mit Laden              | Bunsenstr. 9                      | 1902      | Von Heinrich Sexauer für E. Hessel, Malermeister. Geschützt nach § 2 DSchG |    |
|      | Mietwohnhaus                        | Bunsenstr. 10                     | 1903      | Von Gustav Ziegler für Leopold Meess, Schlossermeister. Geschützt nach § 2 DSchG |    |
|      | Doppelhaus mit Laden                | Bunsenstr. 12, Kriegsstr. 159     | 1900      | Von Hermann Billing & Mallebrein für Leopold Meess, Schlossermeister. Geschützt nach § 2 DSchG |    |
|      | Doppelhaus mit Vorgarteneinfriedung | Bunsenstr. 13, 15                 | 1898      | Von Theodor Trautmann für Theodor Trautmann, Architekt. Geschützt nach § 2 DSchG |    |
|      | Doppelhaus mit Vorgarteneinfriedung | Bunsenstr. 14, 16                 | 1908      | Von Theodor Trautmann für Theodor Trautmann, Architekt. Geschützt nach § 2 DSchG |    |
|      | Mietwohnhaus                        | Bunsenstr. 22                     | 1904      | Von Hermann Billing für Gebrüder Muser. Der Denkmalschutz beschränkt sich auf die Fassade (ohne Balkone), das Dach und die Treppe inklusive Geländer. Geschützt nach § 2 DSchG |    |

## Dragonerstraße
| Bild | Bezeichnung                       | Lage              | Datierung | Beschreibung | ID |
| ---- | --------------------------------- | ----------------- | --------- | --- | -- |
|      | Franz-Rohde-Haus                  | Dragonerstr. 4, 6 | 1937      | Altenwohnheim mit Garten, heute Altenpflegeheim Franz-Rohde-Haus, dreigeschossiger Massivbau mit südlicher Loggia, Walmdach mit großen Fledermausgauben, südöstlich eingeschossiger Speisesaalbau mit Walmdach, darunter Luftschutzkeller, gut überlieferte Ausstattung, errichtet 1937/38 nach Entwürfen von Otto Bartning (Berlin) unter Bauleitung von Hermann Zelt aus Karlsruhe für den Evangelischen Verein der Weststadt Wichernbund Altenheim. Geschützt nach § 2 DSchG |    |
|      | Mietwohnhaus                      | Dragonerstr. 8    | 1912      | Von Curjel & Moser für Wilhelm Stober. Geschützt nach § 2 DSchG |    |
|      | Mietswohnhaus                     | Dragonerstr. 9    | 1906–07   | Mietswohnhaus, dreigeschossiger freistehender Massivbau mit Mansarddach in Blockrandbebauung, Stilformen des Neuklassizismus mit Putz- und Werksteingliederungen, gut erhaltene Innenausstattung mit Treppenhaus, Wohnungstüren und historischem Türenbestand in den Wohnungen, im Giebel bezeichnet 1907, von J. Maeyer für den Schlossermeister Leopold Mayer. Geschützt nach § 2 DSchG                                                                                       |    |
|      | Wohnhaus mit Vorgarteneinfriedung | Dragonerstr. 11   | 1907      | Von Hermann Billing für Emil Schmidt & Cons. Geschützt nach § 2 DSchG |    |

## Draisstraße
| Bild | Bezeichnung  | Lage         | Datierung | Beschreibung                                                                    | ID |
| ---- | ------------ | ------------ | --------- | ------------------------------------------------------------------------------- | -- |
|      | Mietwohnhaus | Draisstr. 16 | 1903      | Von Friedrich Ummenhofer, für Leon Kahn, Installateur. Geschützt nach § 2 DSchG |    |

## Eisenlohrstraße
| Bild | Bezeichnung                                 | Lage                                          | Datierung | Beschreibung | ID |
| ---- | ------------------------------------------- | --------------------------------------------- | --------- | --- | -- |
|      | Wohnhaus in Ecklage                         | Eisenlohrstr. 1, 1a                           | 1897      | Wohnhaus in Ecklage, dreigeschossiger und unverputzter Massivbau mit Klinkerfassade und roten Sandsteingliederungen, großer Erker mit Altan, von dem Architekten Friedrich Benzinger für die Karlsruher Terraingesellschaft. Geschützt nach § 2 DSchG |    |
|      | Mietwohnhaus                                | Eisenlohrstr. 3                               | 1897      | Von Curjel & Moser für Karlsruher Terraingesellschaft. Geschützt nach § 2 DSchG |    |
|      | Wohnhausgruppe                              | Eisenlohrstr. 4, 6, 8                         | 1897      | Wohnhausgruppe, zweigeschossige und traufständige, dreizeilige Gebäudereihe, historistische Zierfassade mit Sand- und Backsteinelementen, Eckerker, von Rudolph Herrmann als Architekt und Bauherr. Geschützt nach § 2 DSchG |    |
|      | Mietwohnhaus                                | Eisenlohrstr. 5                               | 1897      | Von Curjel & Moser für Karlsruher Terraingesellschaft. Geschützt nach § 2 DSchG |    |
|      | Mietwohnhaus                                | Eisenlohrstr. 9                               | 1897      | Von Wilhelm Peter für Karlsruher Terraingesellschaft. Geschützt nach § 2 DSchG |    |
|      | Wohnhaus                                    | Eisenlohrstr. 10                              | 1902      | Wohnhaus, Teil eines Doppelwohnhauses, dreigeschossiger Massivbau, hell verputzt, Erdgeschoss in gelber Sandsteinrustika, Fensterumrahmungen mit Jugendstilformen, von dem Architekten Rudolph Herrmann unter Bauleitung von Ludwig Trunzer für den Schreinermeister Josef Neumaier, 1908 zusätzlicher Balkonbau im 1. Obergeschoss neben dem Balkonerker. Geschützt nach § 2 DSchG                                                               |    |
|      | Wohnhaus                                    | Eisenlohrstr. 10a                             | 1902      | Wohnhaus, Teil eines Doppelwohnhauses, dreigeschossiger Massivbau, hell verputzt, Erdgeschosssockel in gelbem Sandstein, Balkonerker im 1. Obergeschoss, von dem Architekten Rudolph Herrmann unter Bauleitung von Theodor Trautmann für den Gipsermeister Lukas Kassel, 1949 Reparatur des Gebäudes nach Kriegsschaden. Geschützt nach § 2 DSchG                                                                                                 |    |
|      | Mietwohnhaus                                | Eisenlohrstr. 11                              | 1897      | Von Wilhelm Peter für Karlsruher Terraingesellschaft. Geschützt nach § 2 DSchG |    |
|      | Mietwohnhaus                                | Eisenlohrstr. 12                              | 1898      | Von H. Bastel für H. Bastel, Architekt. Geschützt nach § 2 DSchG |    |
|      | Mietwohnhaus                                | Eisenlohrstr. 13                              | 1897      | Von Wilhelm Peter für Karlsruher Terraingesellschaft. Geschützt nach § 2 DSchG |    |
|      | Mietwohnhaus                                | Eisenlohrstr. 14                              | 1899      | Von Theodor Trautmann für Theodor Trautmann, Architekt. Geschützt nach § 2 DSchG |    |
|      | Mietwohnhaus                                | Eisenlohrstr. 15                              | 1897      | Von Curjel & Moser für Karlsruher Terraingesellschaft. Geschützt nach § 2 DSchG |    |
|      | Mietwohnhaus                                | Eisenlohrstr. 16                              | 1911      | Von Theodor Trautmann für Theodor Trautmann, Architekt. Geschützt nach § 2 DSchG |    |
|      | Mietwohnhaus                                | Eisenlohrstr. 17                              | 1897      | Von Curjel & Moser für H. Weisse. Geschützt nach § 2 DSchG |    |
|      | Mietwohnhaus                                | Eisenlohrstr. 18                              | 1904      | Von Jakob Friedrich Nagel für J.F. Nagel, Bauunternehmer. Geschützt nach § 2 DSchG |    |
|      | Mietwohnhaus                                | Eisenlohrstr. 20                              | 1903      | Von Heinrich Sexauer für Kaspar Schmid, Glasermeister. Geschützt nach § 2 DSchG |    |
|      | Mietwohnhaus                                | Eisenlohrstr. 22                              | 1903      | Von Heinrich Sexauer für Christian Vallaster, Gipsermeister. Geschützt nach § 2 DSchG |    |
|      | Mietwohnhaus                                | Eisenlohrstr. 23                              | 1898      | Hermann Billing für sich selbst. Geschützt nach § 2 DSchG |    |
|      | Mietwohnhaus                                | Eisenlohrstr. 24                              | 1905      | Von Heinrich Sexauer für Peter Heilmann, Ofenfabrikant. Geschützt nach § 2 DSchG |    |
|      | Mietwohnhausgruppe mit Vorgarteneinfriedung | Eisenlohrstr. 26, Hübschstr. 42-44            | 1904/05   | Von Heinrich Sexauer für Wilhelm Hessel, Dekorationsmaler; Peter Heilmann, Ofenfabrikant. Geschützt nach § 2 DSchG |    |
|      | Mietwohnhausgruppe                          | Eisenlohrstr. 28, 30, Weltzienstr. 39, 41, 43 | 1904      | Mietwohnhausgruppe, 1904, 1905, 1906, 1912 von Heinrich Sexauer, Fassadenentwurf z.T. Ludwig Trunzer für Paul Stadtmüller, Gipsermeister; Emil Stichling, Blechnermeister; Emil Batschauer, Blechnermeister; Albert Fischer; Christian Vallaster, Gipsermeister. Geschützt nach § 2 DSchG |    |
|      | Mietwohnhaus                                | Eisenlohrstr. 29                              | 1902      | Von K. Stief für Clara Becker, Kaufmannswitwe. Geschützt nach § 2 DSchG |    |
|      | Mietwohnhaus mit Vorgarteneinfriedung       | Eisenlohrstr. 31                              | 1903      | Von Hermann Billing für Oskar Baumeister. Geschützt nach § 2 DSchG |    |
|      | Wohnhaus                                    | Eisenlohrstr. 32                              | 1905      | Wohnhaus, Fassaden des Gebäudes: dreigeschossiger in Ecklage auf spitzwinkligem Grundstück, Ecke von zwei polygonalen Ecktrakten mit Zeltdach gerahmt, die im 4. Obergeschoss durch einen Balkon verbunden sind, unter dem die Ecke als Nische ausgebildet ist, von dem Architekten H. Sexauer für den Malermeister Eduard Hessel, Garage 1928, Gebäudeinneres bis auf die Treppe mit Geländern durchgreifend verändert. Geschützt nach § 2 DSchG |    |
|      | Doppelhaus mit Vorgarteneinfriedung         | Eisenlohrstr. 33, 35                          | 1903      | Von Hermann Billing für Heinrich Durand, Malermeister; Ernst Oberle, Zimmermeister. Geschützt nach § 2 DSchG |    |
|      | Doppelhaus mit Vorgarteneinfriedung         | Eisenlohrstr. 37, 39                          | 1903      | Von Heinrich Sexauer für Leopold Mayer, Schlossermeister; L. Schmitt, Zementeur. Geschützt nach § 2 DSchG |    |
|      | Doppelhaus mit Vorgarteneinfriedung         | Eisenlohrstr. 41, 43                          | 1905      | Von Holwäger & Hillenbrand für Lorenz Schmitt; Robert Buckow, Malermeister. Geschützt nach § 2 DSchG |    |
|      | Mietwohnhaus                                | Eisenlohrstr. 45                              | 1907      | Mietwohnhaus, dreigeschossig mit Mansardedach, konvex gewölbter Erker, von Hermann Billing, für Blechnermeister C. Hornecker, wenig später dann für Maurermeister Christian Rothfuss. Geschützt nach § 2 DSchG |    |
|      | Mietwohnhaus                                | Eisenlohrstr. 49                              | 1910      | Von Leopold Walther für Christoph Häfele, Zimmermeister. Geschützt nach § 2 DSchG |    |

## Gabelsbergerstraße
| Bild | Bezeichnung        | Lage                                    | Datierung   | Beschreibung | ID |
| ---- | ------------------ | --------------------------------------- | ----------- | --- | -- |
|      | Wohnhaus           | Gabelsbergerstr. 5                      | 1908–10     | Wohnhaus, dreigeschossiger Massivbau in Formen des Jugendstil, Haustüre und Treppenhaus, von den Architekten Holwäger und Hillenbrand für den Wagneristen Johann Schwab. Geschützt nach § 2 DSchG |    |
|      | Mietwohnhausgruppe | Gabelsbergerstr. 13, 15, 17             | 1909 - 1911 | Mietwohnhausgruppe, von Ludwig Trunzer für Ludwig Trunzer, Architekt. Geschützt nach § 2 DSchG |    |
|      | Doppelhaus         | Gabelsbergerstr. 19, Weinbrennerstr. 20 | 1927/28     | Doppelhaus, von Hermann Loesch; Erwin Golditz für Max Friedrich, Hauptlehrer; Gebrüder Kolb, Schreinerei. Geschützt nach § 2 DSchG                                                                |    |

## Geranienstraße
| Bild | Bezeichnung   | Lage                                   | Datierung | Beschreibung | ID |
| ---- | ------------- | -------------------------------------- | --------- | --- | -- |
|      | Mietswohnhaus | Geranienstr. 14                        | 1913      | dreigeschossiges Wohnhaus in Ecklage, Mansarddach, Zwerchhäuser mit Dreiecksgiebeln auf Konsolen, Dachgauben, rustiziertes Erdgeschoss, Balkone mit Geländern, Putzfelder, von E. Hesselschwerdt und H. Koch für den Malermeister Ludwig Kappler. |    |
|      | Wohnblock     | Geranienstr. 19, Sophienstr. 173, 173a | 1927      | Für Mieter- und Bauverein. Geschützt nach § 2 DSchG |    |
|      | Mietwohnhaus  | Geranienstr. 28                        | 1915      | Von Hohlwäger & Hillenbrand für Karl Ditter & Sohn, Schreinermeister. Geschützt nach § 2 DSchG |    |

## Goethestraße
| Bild | Bezeichnung                                                     | Lage          | Datierung | Beschreibung | ID |
| ---- | --------------------------------------------------------------- | ------------- | --------- | --- | -- |
|      | Mietwohnhaus mit Rückgebäude                                    | Goethestr. 30 | 1900      | Von Franz Wolff für Lukas Kassel, Gipsermeister. Geschützt nach § 2 DSchG |    |
|      | Erweiterungsbau der Gutenbergschule                             | Goethestr. 34 | 1905      | Erweiterungsbau der Gutenbergschule mit Turnhalle, von Wilhelm Strieder für Städtisches Hochbauamt Karlsruhe. Geschützt nach § 2 DSchG |    |
|      | Mietwohnhaus mit Laden                                          | Goethestr. 35 | 1897      | Von Franz Wolff für August Schuberg, prakt. Arzt. Geschützt nach § 2 DSchG |    |
|      | Wohn- und Geschäftshaus                                         | Goethestr. 36 | 1902      | Dreigeschossiger Putzbau mit Bauplastischem Schmuck im Stile der Neorenaissance, Erdgeschoss aus unverputzten Sandstein mit späterem Ladeneinbau, gut erhaltener historischer Fensterbestand, für den Glasermeister Ludwig Seiderer nach Plänen des Architekten Johannes Brannath. Geschützt nach § 2 DSchG |    |
|      | Wohn- und Geschäftshaus                                         | Goethestr. 41 | 1900      | Wohn- und Geschäftshaus, viergeschossige Backsteinfassade, Fassadenmalereien, zugehöriges Hofgebäude, von Franz Wolf für den Fuhrunternehmer Franz Ochs, moderner Ladeneinbau im Erdgeschoss. Geschützt nach § 2 DSchG                                                                                      |    |
|      | Mietswohnhaus                                                   | Goethestr. 43 | 1902      | Mietswohnhaus, dreigeschossiges traufständiges Gebäude mit Torfahrt, Putzfassade und Dachgauben, sehr gut erhaltene bauzeitliche Innenausstattung, nach Plänen von Max Siebrand für den Schreinermeister Hermann Knab, zugehöriges Hofgebäude. Geschützt nach § 2 DSchG                                     |    |
|      | Mietwohnhaus mit Gastwirtschaft Zur Lindenblüte und Rückgebäude | Goethestr. 45 | 1899      | Von Ludwig Trunzer für Karl Fuchs, Metzgermeister. Geschützt nach § 2 DSchG |    |
|      | Mietwohnhaus                                                    | Goethestr. 52 | 1887      | Von Wilhelm Söhner für Josef Heck, Tüncher und Tapezier. Geschützt nach § 2 DSchG |    |

## Grashofstraße
| Bild | Bezeichnung  | Lage          | Datierung | Beschreibung | ID |
| ---- | ------------ | ------------- | --------- | --- | -- |
|      | Mietwohnhaus | Grashofstr. 3 | 1898      | Dreigeschossiger Massivbau mit Zierelementen der Neorenaissance, von Theodor Kempermann für den Ingenieur Anton Wörner. Geschützt nach § 2 DSchG |    |

## Guntherstraße
| Bild | Bezeichnung | Lage               | Datierung | Beschreibung | ID |
| ---- | ----------- | ------------------ | --------- | --- | -- |
|      | Doppelhaus  | Guntherstr. 14, 16 | 1927/28   | Von Hermann Loesch für Hermann Loesch, Architekt; Karl Buckel, Verwaltungsobersekretär. Geschützt nach § 2 DSchG |    |

## Gutenbergplatz
| Bild           | Bezeichnung                                                                                                  | Lage           | Datierung | Beschreibung | ID |
| -------------- | --- | -------------- | --------- | --- | -- |
| Weitere Bilder | Gutenbergplatz – Platzanlage mit Lindenpflanzung, Bedürfnisanstalt, Brunnen und Blechhaube einer Litfaßsäule | Gutenbergplatz | 1900–1904 | Platzanlage mit Lindenpflanzung, 1900–1904 für Stadt Karlsruhe Bedürfnisanstalt, um 1910, Stadt Karlsruhe Brunnen, 1905–1908 von Friedrich Ratzel für Stadt Karlsruhe Blechhaube einer Litfass-Säule von 1901, Teil der Sachgesamtheit mit den Hauben Kriegsstr. 166, Friedrichsplatz, Fasanenplatz, Hirschbrücke, Werderplatz, Bismarck- / Fichtestraße, Humboldt- und Essenweinstraße, Staatliche Kunsthalle, Stadtwerke Daxlander Straße (einzige komplett erhaltene Säule), Badisches Landesmuseum Geschützt nach § 2 DSchG |    |
| Weitere Bilder | Krautkopfbrunnen                                                                                             | Gutenbergplatz | 1905–1908 | Brunnen, von Friedrich Ratzel für Stadt Karlsruhe. Geschützt nach § 2 DSchG |    |

## Gutenbergstraße
| Bild | Bezeichnung            | Lage            | Datierung | Beschreibung                                                                            | ID |
| ---- | ---------------------- | --------------- | --------- | --------------------------------------------------------------------------------------- | -- |
|      | Mietwohnhaus mit Laden | Gutenbergstr. 1 | 1901      | Von Ludwig Trunzer für Josef Schindler, Malermeister. Geschützt nach § 2 DSchG          |    |
|      | Mietwohnhaus           | Gutenbergstr. 2 | 1901      | Von Ludwig Trunzer für Karl Messang, Zimmermeister. Geschützt nach § 2 DSchG            |    |
|      | Mietwohnhaus           | Gutenbergstr. 3 | 1903      | Von Christian Rothfuß für Wilhelm Bassinger, Maschinist. Geschützt nach § 2 DSchG       |    |
|      | Mietwohnhaus           | Gutenbergstr. 4 | 1903      | Von Christian Rothfuß für Christian Rothfuß, Baugeschäft. Geschützt nach § 2 DSchG      |    |
|      | Mietwohnhaus mit Laden | Gutenbergstr. 5 | 1905      | Von Friedrich Benzinger für Detlev Rehnke u. Wilhelm Zschache. Geschützt nach § 2 DSchG |    |

## Hagenstraße
| Bild | Bezeichnung | Lage        | Datierung | Beschreibung | ID |
| ---- | ----------- | ----------- | --------- | --- | -- |
|      | Villa Ruh   | Hagenstr. 5 | 1927–28   | Villa mit Vorgarten, Einfriedung, Garten und Gartenarchitektur, heute Ev. Pfarramt Lukaspfarrei, von Pfeifer & Grossmann für Ferdinand Ruh. Geschützt nach § 2 DSchG |    |
|      | Lukaskirche | Hagenstr. 7 | 1963      | Evang. Lukaskirche, Kirche mit Gemeindehaus, 1962/63 von Erich Rossmann für Evang. Kirchengemeinde, oktogonaler Kirchenbau in Sichtbetonbauweise mit bauzeitlicher Ausstattung, freistehender Kirchturm, gestalteter Freibereich mit Rasterung, eingeschossiger Gemeindesaalbau mit Glasgang an den Kirchenbau angeschlossen, wandfeste Innenausstattung des Gemeindesaalbaus mit Bühne; nicht zugehöriger, baulich sehr gut angeglichener Kindergarten (1969 durch Oberbaurat Zelt). Geschützt nach § 2 DSchG |    |

## Haydnplatz
| Bild           | Bezeichnung | Lage                                                                                             | Datierung | Beschreibung | ID |
| -------------- | ----------- | ------------------------------------------------------------------------------------------------ | --------- | --- | -- |
| Weitere Bilder | Haydnplatz  | Beethovenstr. 8 und 11, Haydnplatz 1-3, Mozartstr. 13, Nördliche Hildapromenade 3a, Weberstr. 14 | 1903–04   | Haydnplatz: Platzanlage mit Brunnen, Platzrandbebauung, Torbogen, 1903–04 und 1908 f. von Heinrich Sexauer. Nach Zerstörungen des 2. Weltkriegs wieder aufgebaut. Brunnen von Heinrich Sexauer und Bernhard Bleeker, 1911–16, Skulpturen von Emil Sutor 1973 (Sachgesamtheit). Geschützt nach § 2 DSchG |    |
|                | Torbogen    | Beethovenstr., Haydnplatz                                                                        |           | Geschützt nach § 2 DSchG |    |
|                | Torbogen    | Weberstraße, Haydnplatz                                                                          |           | Geschützt nach § 2 DSchG |    |

## Helmholtzstraße
| Bild | Bezeichnung  | Lage                | Datierung | Beschreibung | ID |
| ---- | ------------ | ------------------- | --------- | --- | -- |
|      | Wohnhaus     | Helmholtzstr. 1     | 1898      | Von Curjel & Moser für Rechtsanwalt Blum. Geschützt nach § 2 DSchG |    |
|      | Wohnhaus     | Helmholtzstr. 2     | 1902      | Für Installateur Konrad Maeyer. Geschützt nach § 2 DSchG |    |
|      | Wohnhaus     | Helmholtzstr. 3     | 1897      | Von Wilhelm Peter für Weinhändler Karl Wilser. Geschützt nach § 2 DSchG                                                                                                   |    |
|      | Wohnhaus     | Helmholtzstr. 4     | 1904      | Von Hermann Bastel für Architekt Hermann Bastel. Geschützt nach § 2 DSchG                                                                                                 |    |
|      | Mietwohnhaus | Helmholtzstr. 5     | 1897      | Mietwohnhaus mit gut erhaltenem Treppenhaus, Garten, vom Werkmeister Daniel Vohsler für den Baurat Heinrich Ziegler Geschützt nach § 2 DSchG                              |    |
|      | Wohnhaus     | Helmholtzstr. 7     | 1897      | Von Friedrich Benzinger für Architekt Friedrich Benzinger. Geschützt nach § 2 DSchG                                                                                       |    |
|      | Doppelhaus   | Helmholtzstr. 9, 11 | 1897–98   | Von Curjel & Moser. Geschützt nach § 2 DSchG |    |
|      | Wohnhaus     | Helmholtzstr. 13    | 1898      | Wohnhaus, Fassaden und Treppenhaus, Gebäudeinneres in den 1970er Jahren deutlich verändert, 1898 von Theodor Kempermann für H. u. P. Kempermann. Geschützt nach § 2 DSchG |    |

## Herderstraße
| Bild | Bezeichnung                            | Lage         | Datierung | Beschreibung                                                                      | ID |
| ---- | -------------------------------------- | ------------ | --------- | --------------------------------------------------------------------------------- | -- |
|      | Mietwohnhaus                           | Herderstr. 1 | 1907      | Von Pfeifer & Großmann für Fritz Pfeifer, Maurermeister. Geschützt nach § 2 DSchG |    |
|      | Mietwohnhaus                           | Herderstr. 3 | 1912      | Von F. Weinbrecht für Heinrich Six, Maurermeister. Geschützt nach § 2 DSchG       |    |
|      | Mietwohnhaus mit Laden und Rückgebäude | Herderstr. 5 | 1907      | Von Ludwig Trunzer für Jakob Stößer, Schreinermeister. Geschützt nach § 2 DSchG   |    |

## Hildapromenade
| Bild           | Bezeichnung                                              | Lage                                                              | Datierung | Beschreibung | ID |
| -------------- | -------------------------------------------------------- | ----------------------------------------------------------------- | --------- | --- | -- |
|                | Lina-Sommer-Denkmal                                      | Hildapromenade, östlicher Teil der Lina-Sommer-Anlage             | 1935      | Denkmal für die Mundartdichterin Lina Sommer, Bronzebüste auf rechteckigem Steinsockel, bezeichnet Lina / Sommer / 1862–1932, Büste von W. Kollmar, 1935 (Signatur). Geschützt nach § 2 DSchG |    |
|                | Sarkophag aus Muschelkalksandstein mit Inschriften       | Nördliche Hildapromenade, Südliche Hildapromenade, Haydnplatz     | 1964      | Im Grünzug beim Ehrenmal für die Gefallenen der 35. Infanteriedivision, Sarkophag aus Muschelkalksandstein mit Inschriften, errichtet 1964. Federführend für die Aufstellung war damals der in Karlsruhe bekannte Verleger Eberhard Knittel (Braun Verlag), in dessen Verlag auch das Buch Die 35. Infanterie-Division 1939–1945 hergestellt wurde (Neuauflage 1983: Podzun-Pallas-Verlag, Friedberg). Geschützt nach § 2 DSchG |    |
| Weitere Bilder | Generallandesarchiv, Verwaltungsgericht und Rechnungshof | Nördliche Hildapromenade 1, 2, Maximilianstr. 1, 3, Stabelstr. 12 | 1905      | Generallandesarchiv, Verwaltungsgericht, Rechnungshof. 1905 fertiggestellt nach Plänen von Adolf Hanser bzw. Friedrich Ratzel. Mit Mobiliar. (Sachgesamtheit). Geschützt nach § 12 DSchG |    |
|                | Wohnhaus                                                 | Nördliche Hildapromenade 4                                        | 1928      | Von Brunisch & Heidt für August Schenkel, Direktor. Geschützt nach § 2 DSchG |    |
|                | Wohnhaus                                                 | Nördliche Hildapromenade 5                                        | 1929      | Von Fritz Rössler für Bildhauer Emil Sutor. Geschützt nach § 2 DSchG |    |
|                | Wohn- und Gartenhaus                                     | Südliche Hildapromenade 8                                         | 1923      | Von Gisbert Freiherr von Teuffel für van Oordt, Gartenhaus Geschützt nach § 2 DSchG |    |

## Hoffstraße
| Bild           | Bezeichnung                                               | Lage          | Datierung | Beschreibung | ID |
| -------------- | --------------------------------------------------------- | ------------- | --------- | --- | -- |
|                | Doppelhaus                                                | Hoffstr. 6, 8 | 1896      | Von Wilhelm Peter für Glasermeister Ludwig Seiderer; Architekt Gustav Hölzer. Geschützt nach § 2 DSchG                                                |    |
|                | Einfamilienhaus mit Garage                                | Hoffstr. 9    | 1955      | Von Rösiger & Seemann für Badische Heimstätten GmbH. Geschützt nach § 2 DSchG                                                                         |    |
| Weitere Bilder | Oberlandesgericht                                         | Hoffstr. 10   | 1899–1902 | Oberlandesgericht, von Josef Durm. Geschützt nach § 2 DSchG                                                                                           |    |
|                | Denkmal für die Gefallenen der Badischen Justizverwaltung | Hoffstr. 10   | 1927–28   | Denkmal für die Gefallenen der Badischen Justizverwaltung (Erster Weltkrieg), von Karl Dietrich für Badischer Richterverein. Geschützt nach § 2 DSchG |    |

## Hübschstraße
| Bild | Bezeichnung                                     | Lage              | Datierung | Beschreibung | ID |
| ---- | ----------------------------------------------- | ----------------- | --------- | --- | -- |
|      | Mietwohnhaus mit Vorgarteneinfriedung           | Hübschstr. 9      | 1905      | Von Ludwig Trunzer für Ludwig Trunzer, Architekt. Geschützt nach § 2 DSchG |    |
|      | Wohnblock                                       | Hübschstr. 10, 12 | 1924      | Dreigeschossiges Doppelmietswohnhaus im klassizistischen Formen, mit Zierkugeln verzierte Hauszugänge, Mansardwalmdach mit Dachgauben, Lukarnen mit Dreiecksgiebeln, zugehörige Einfriedung zur Straße, von Emil Brannath für den Mieter- und Bauverein Karlsruhe e.G. Geschützt nach § 2 DSchG |    |
|      | Mietwohnhaus mit Vorgarteneinfriedung           | Hübschstr. 11     | 1905      | Von Ludwig Trunzer für W. J. Herlan, Zimmermeister. Geschützt nach § 2 DSchG |    |
|      | Doppelhaus mit Vorgarteneinfriedung             | Hübschstr. 14, 16 | 1911      | Von Holwäger & Hillenbrand für G. H. Ebbecke, Schreinermeister; Ernst Blum, Hofschlossermeister. Geschützt nach § 2 DSchG |    |
|      | Mietwohnhaus mit Laden und Vorgarteneinfriedung | Hübschstr. 15     | 1903      | Von Ludwig Trunzer für Johann Schwab, Schmiedemeister. Geschützt nach § 2 DSchG |    |
|      | Doppelhaus mit Vorgarteneinfriedung             | Hübschstr. 21, 23 | 1909      | Von Theodor Trautmann für Theodor Trautmann, Architekt. Geschützt nach § 2 DSchG |    |
|      | Doppelhaus mit Vorgarteneinfriedung             | Hübschstr. 22, 24 | 1902      | Von Ludwig Trunzer für Ludwig Trunzer, Architekt. Geschützt nach § 2 DSchG |    |
|      | Mietwohnhaus mit Vorgarteneinfriedung           | Hübschstr. 26     | 1903      | Von Ludwig Trunzer für Josef Neumaier, Schreinermeister. Geschützt nach § 2 DSchG |    |
|      | Mietwohnhaus mit Vorgarteneinfriedung           | Hübschstr. 27     | 1903      | Von Heinrich Sexauer für Johann Maag, Maurermeister. Geschützt nach § 2 DSchG |    |

## Jahnstraße
| Bild           | Bezeichnung                     | Lage             | Datierung | Beschreibung | ID |
| -------------- | ------------------------------- | ---------------- | --------- | --- | -- |
| Weitere Bilder | Doppelwohnhaus                  | Jahnstr. 13 - 15 | 1896–97   | Von Hermann Billing für Notar Heinrich Meckel gebaut. Geschützt nach § 2 DSchG                                                                                             |    |
| Weitere Bilder | Haus Schönleber                 | Jahnstr. 18      | 1888–89   | Von Otto Tafel entworfen (Planfertiger: Richard & Hummel) für Gustav Schönleber, Landschaftsmaler. Malereien an den Außenwänden von Wilhelm Volz. Geschützt nach § 2 DSchG |    |
|                | Villa, Badisches Konservatorium | Jahnstr. 20      | 1891      | Von Richard & Hummel für Hauptmann a.D. F. Heilmann. Geschützt nach § 2 DSchG                                                                                              |    |
|                | Villa                           | Jahnstr. 22      | 1894      | Von Curjel & Moser für Konsul Josef Bielefeld. Geschützt nach § 2 DSchG |    |

## Kaiserallee
| Bild           | Bezeichnung                                       | Lage                                  | Datierung | Beschreibung | ID |
| -------------- | ------------------------------------------------- | ------------------------------------- | --------- | --- | -- |
| Weitere Bilder | Leibdragonerdenkmal (Erster Weltkrieg)            | Kaiserallee                           | 1929      | Leibdragonerdenkmal (Erster Weltkrieg), 1926–29 von Kurt Edzard für Denkmalausschuss des Vereins ehemaliger Offiziere des 1. Badischen Leibdragoner-Regiments Nr. 20 und des Vereins ehemaliger Badischer Leibdragoner Geschützt nach § 2 DSchG |    |
| Weitere Bilder | Christuskirche                                    | Kaiserallee 2                         | 1896–1900 | Von Curjel & Moser. Geschützt nach § 12 DSchG |    |
| Weitere Bilder | Gusseiserne Wetterstation                         | Kaiserallee 2                         | Um 1900   | Wetterstation, ursprünglich mit Thermometer, Hygrometer und Barometer, gusseiserne, stark verzierte Konstruktion mit Bedachung, bis zur Umgestaltung des Mühlburger Tores 1974 auf der Verkehrsinsel in der Straßenmitte, hier nachgewiesen um 1920, angefertigt und aufgestellt wohl um 1900. Geschützt nach § 2 DSchG |    |
| Weitere Bilder | Allgemeine Versorgungsanstalt, heute Rathaus West | Kaiserallee 4                         | 1896–98   | Von A. Hanser. Geschützt nach § 2 DSchG |    |
|                | Wohn- und Geschäftshäuser                         | Kaiserallee 5, 7, 7a                  | 1928      | Wohn- und Geschäftshäuser, drei massive und verputzte Wohn- und Geschäftshäuser mit dreigeschossigen Erkern, Traufgesimsen, Walmdächer mit durchgehender Attika, 1928 von Betzel und Langstein (Kaiserallee 5) und Hans Detlev Rösiger (Kaiserallee 7 und 7a) Geschützt nach § 2 DSchG |    |
| Weitere Bilder | Helmholtz-Gymnasium                               | Kaiserallee 6                         | 1893      | Helmholtz-Gymnasium, Schulgebäude und Dienstwohnung, 1893 bzw. 1913 von Friedrich Beichel für Städtisches Hochbauamt, Majolikawandbild, 1950er Jahre Geschützt nach § 2 DSchG |    |
|                | Landesversicherungsanstalt Baden                  | Kaiserallee 8                         | 1893–94   | Von Adolf Weinbrenner. Geschützt nach § 2 DSchG |    |
|                | Mietwohnhaus                                      | Kaiserallee 9                         | Um 1890   | Geschützt nach § 2 DSchG |    |
| Weitere Bilder | Werkhalle des Gaswerks, heute Sandkorntheater     | Kaiserallee 11d                       |           | Werkhalle des Gaswerks, heute Marotte-Figurentheater, Jakobus-Theater und Sandkorn-Theater. Geschützt nach § 2 DSchG |    |
|                | Promenadenhaus                                    | Kaiserallee 13                        | 1814–15   | Von Friedrich Weinbrenner. Geschützt nach § 2 DSchG |    |
| Weitere Bilder | Offizierskasino der Dragonerkaserne               | Kaiserallee 16                        | Um 1898   | Heute Kindergarten. Geschützt nach § 2 DSchG |    |
|                | Mietwohnhaus mit Vorgarteneinfriedung             | Kaiserallee 17a                       | 1893      | Von Heinrich Walder für Emil Printz, Witwe. Geschützt nach § 2 DSchG |    |
|                | Mietwohnhaus                                      | Kaiserallee 19                        | 1883      | Von Rudolf Herrmann für Robert Klumpp, Tanzlehrer. Geschützt nach § 2 DSchG |    |
|                | Kaisergarten                                      | Kaiserallee 23, 23a und Goethestr. 6a | 1889      | Brauerei Benz, heute Wohnhaus mit Gaststätte und Biergarten (Kaisergarten, ältester Karlsruher Biergarten), zugehörige Umfriedungsmauern des tiefer liegenden Biergartens mit nordöstlichem eingeschossigem kleinen Sandsteingebäude, südwestlicher Treppenabgang, südlich Eiskeller mit drei großen Tonnengewölben (heute Goethestr. 6a, Kaiserallee 23a), von Fr. Mathes für Albert Benz, Bierbrauer. Geschützt nach § 2 DSchG |    |
|                | Mietwohnhaus mit Laden                            | Kaiserallee 25b                       | 1897      | Von Robert Haid für Robert Haid, Zivilingenieur. Geschützt nach § 2 DSchG |    |
|                | Mietwohnhaus                                      | Kaiserallee 25c                       | 1897      | Von Wilhelm Peter für Karl Bronner, Fabrikant. Geschützt nach § 2 DSchG |    |
|                | Wohnhaus mit Einfriedung                          | Kaiserallee 34                        | 1907      | Von Wilhelm Peter für Trier & Gros, Baugeschäft. Geschützt nach § 2 DSchG |    |
|                | Doppelwohnhaus                                    | Kaiserallee 38, 40                    | 1907      | Doppelwohnhaus, Massivbau mit Mansardwalmdach, Mittelrisalit mit geschweiftem Giebel, symmetrische Balkone, nach Plänen des Architekten Wilhelm Peter für den Blechnermeister Jakob Wolf. Geschützt nach § 2 DSchG |    |
|                | Doppelhaus mit Laden                              | Kaiserallee 41, 43                    | 1897      | Von Johann Brannath für Heinrich Schleckmann, Möbelhändler, Elise Betz. Geschützt nach § 2 DSchG |    |
|                | Doppelhaushälfte                                  | Kaiserallee 42                        | 1907      | Von Wilhelm Peter für Fischer & Bischoff. Geschützt nach § 2 DSchG |    |
|                | Mietwohnhaus                                      | Kaiserallee 51a                       | 1888      | Von Kempermann & Slevogt für K. F. Schmeiser, Kohlenhändler. Geschützt nach § 2 DSchG |    |
|                | Mietwohnhaus                                      | Kaiserallee 81                        | 1896      | Von Camill Frei für Auguste Hilscher, Witwe. Geschützt nach § 2 DSchG |    |
|                | Mietwohnhaus                                      | Kaiserallee 87, 89                    | 1905      | Von E Schweickhardt für Gebr. Leichtlin. Geschützt nach § 2 DSchG |    |
|                | Mietwohnhaus                                      | Kaiserallee 89a                       | Um 1900   | Von E. Schweickhardt. Geschützt nach § 2 DSchG |    |
|                | Mietwohnhaus                                      | Kaiserallee 107                       | 1904      | Von August Schmidt für Leopold u. Theodor Wörner, Maler. Geschützt nach § 2 DSchG |    |

## Karl-Wolf-Weg
| Bild | Bezeichnung                       | Lage                                              | Datierung | Beschreibung | ID |
| ---- | --------------------------------- | ------------------------------------------------- | --------- | --- | -- |
|      | Portal des Gasthauses Kühler Krug | Karl-Wolf-Weg, Kleingartenanlage westlich der Alb | 1898      | Der Gasthof war 1898 nach Plänen von Carl Schäfer erbaut worden, 1973 für den Bau der Südtangente abgebrochen, ursprünglicher Standort beim heutigen Gebäude Keßlerstraße 1, 1976 durch den Architekten der Günther-Klotz-Anlage Heinz Jakubeit am Osteingang der Kleingartenanlage der Gartenfreunde im Albgrün aufgestellt. Geschützt nach § 2 DSchG |    |

## Kochstraße
| Bild | Bezeichnung  | Lage       | Datierung | Beschreibung | ID |
| ---- | ------------ | ---------- | --------- | --- | -- |
|      | Mietwohnhaus | Kochstr. 7 | 1899      | Mietwohnhaus, heute Nutzung durch städtische Behörde, dreigeschossiger und traufständiger Massivbau in Backsteinbauweise, Fassade mit zweigeschossigem Eckerker und neugotischen Zierelementen, erhaltene Dachgauben, Hinterhaus, gut erhaltenes Treppenhaus, Veränderungen in Grundriss und Ausstattung in den Geschossen, bezeichnet 1899, errichtet durch das Baugeschäft J. F. Nagel für den Privatier Christian Ulrich. Geschützt nach § 2 DSchG |    |

## Körnerstraße
| Bild | Bezeichnung                  | Lage               | Datierung | Beschreibung | ID |
| ---- | ---------------------------- | ------------------ | --------- | --- | -- |
|      | Mietwohnhausgruppe           | Körnerstr. 4, 6, 8 | 1892      | Mietwohnhausgruppe, 1892, 1898 von E. Schweickhardt, Gustav u. Adolf Pfeifer für Gustav und Adolf Pfeifer, Maurermeister. Geschützt nach § 2 DSchG |    |
|      | Mietwohnhaus mit Rückgebäude | Körnerstr. 12      | 1898      | Von Ludwig Trunzer für Joseph Braun, Zimmermeister. Geschützt nach § 2 DSchG                                                                       |    |
|      | Doppelhaus mit Metzgerei     | Körnerstr. 22, 24  | 1898      | Von Ludwig Trunzer für Rothfuß u. Schäfer. Geschützt nach § 2 DSchG                                                                                |    |
|      | Mietwohnhaus um 1900.        | Körnerstr. 26      | Um 1900   | Geschützt nach § 2 DSchG |    |
|      | Mietwohnhaus mit Rückgebäude | Körnerstr. 28      | 1897      | Von Hermann Billing für Jakob Friedrich Nagel, Zimmermeister. Geschützt nach § 2 DSchG                                                             |    |
|      | Doppelhaus mit Rückgebäude   | Körnerstr. 30, 32  | 1900      | Von Ludwig Trunzer für Lorenz Engel, Mineralwasserfabrikant, Ernst Lippelt, Schreinermeister. Geschützt nach § 2 DSchG                             |    |

## Kriegsstraße
| Bild           | Bezeichnung                                   | Lage                             | Datierung | Beschreibung | ID |
| -------------- | --------------------------------------------- | -------------------------------- | --------- | --- | -- |
|                | Mietwohnhaus                                  | Kriegsstr. 143                   |           | Mietwohnhaus Geschützt nach § 2 DSchG |    |
|                | Mietwohnhaus mit Gaststätte                   | Kriegsstr. 143a                  | Um 1900   | Geschützt nach § 2 DSchG |    |
|                | Mietwohnhaus                                  | Kriegsstr. 145                   | 1897      | Von Hermann Billing für Karlsruher Terraingesellschaft. Geschützt nach § 2 DSchG |    |
|                | Mietwohnhaus                                  | Kriegsstr. 147                   | 1897      | Von Hermann Billing & Mallebrein für Karlsruher Terraingesellschaft. Geschützt nach § 2 DSchG |    |
|                | Mietwohnhaus                                  | Kriegsstr. 149                   | 1897      | Von Theodor Trautmann für Theodor Trautmann, Architekt. Geschützt nach § 2 DSchG |    |
|                | Mietwohnhaus                                  | Kriegsstr. 155                   | 1898      | Von Hermann Billing für G. Küentzle, Zimmermeister. Geschützt nach § 2 DSchG |    |
|                | Mietwohnhaus mit Laden                        | Kriegsstr. 173, Weltzienstr. 22a | 1904      | Von Ludwig Trunzer für Ernest Lippelt, Schreinermeister. Geschützt nach § 2 DSchG |    |
|                | Mietwohnhaus                                  | Kriegsstr. 175                   | 1904      | Von Ludwig Trunzer für Albert Litsch, Maurermeister. Geschützt nach § 2 DSchG |    |
| Weitere Bilder | Wohn- und Geschäftshaus der Brauerei Moninger | Kriegsstr. 210, 212              | 1895      | Wohn- und Geschäftshaus der Brauerei Moninger, von Hermann Walder für Brauereigesellschaft Moninger. Geschützt nach § 2 DSchG                                                                                                 |    |
| Weitere Bilder | Brauereigesellschaft Moninger                 | Kriegsstr. 216a, 218             | 1895      | Fassade eines Fabrikgebäudes, von Hermann Walder für Brauereigesellschaft Moninger. Geschützt nach § 2 DSchG |    |
|                | Mietwohnhaus                                  | Kriegsstr. 228                   | 1892      | Von Hermann Bastel für Karl August Wagner, Revisor. Geschützt nach § 2 DSchG |    |
|                | Wohnhaus                                      | Kriegsstr. 234                   | 1890      | Wohnhaus, viergeschossiger Massivbau in den reichen Stilformen der Neorenaissance, zugehörige Einfriedung und Garten, um 1890, Wiederaufbau nach Kriegszerstörungen 1948 (Mezzaningeschoss erneuert) Geschützt nach § 2 DSchG |    |
|                | Mietwohnhaus                                  | Kriegsstr. 244                   | 1909      | Von Leopold Wunsch für Josef Weick. Geschützt nach § 2 DSchG |    |
|                | Mietwohnhaus                                  | Kriegsstr. 256                   | 1903      | Von F. Baser für F. Baser, Architekt. Geschützt nach § 2 DSchG |    |
|                | Mietwohnhaus mit Laden                        | Kriegsstr. 258, 260              | 1903      | Von Franz Wolff für Leopold Meess, Schlossermeister. Geschützt nach § 2 DSchG |    |
|                | Mietwohnhaus                                  | Kriegsstr. 272                   | 1900      | Von Heinrich Sexauer für Georg Kuentzle. Geschützt nach § 2 DSchG |    |
|                | Mietwohnhaus                                  | Kriegsstr. 274                   | 1905      | Von Hermann Billing für Gebr. Muser, Schreinermeister. Geschützt nach § 2 DSchG |    |
|                | Gasthaus Zur Taube                            | Kriegsstr. 276                   | 1902      | Gasthaus Zur Taube mit Vorgarteneinfriedung, von Hermann Billing und Theodor Trautmann für Theodor Trautmann, Architekt. Geschützt nach § 2 DSchG                                                                             |    |

## Lessingstraße
| Bild | Bezeichnung             | Lage           | Datierung | Beschreibung | ID |
| ---- | ----------------------- | -------------- | --------- | --- | -- |
|      | Mietwohnhaus mit Garten | Lessingstr. 1  | 1862/97   | Von Kempermann & Slevogt für Bernhard Kirchenbauer, Bauunternehmer. Geschützt nach § 2 DSchG                    |    |
|      | Mietwohnhaus            | Lessingstr. 1a | 1886      | Von für Bernhard Kirchenbauer, Bauunternehmer. Geschützt nach § 2 DSchG                                         |    |
|      | Mietwohnhaus            | Lessingstr. 1b | 1880      | Von Robert Willet für Julius Kusterer (ehem. Barbie´sches Anwesen). Geschützt nach § 2 DSchG                    |    |
|      | Mietwohnhaus            | Lessingstr. 2  | 1885      | Von Bernhard Kirchenbauer und Daub für Bernhard Kirchenbauer und Daub, Bauunternehmer. Geschützt nach § 2 DSchG |    |
|      | Mietwohnhaus            | Lessingstr. 3  | 1898      | Von Adolf Hirth für Bernhard Kirchenbauer, Bauunternehmer. Geschützt nach § 2 DSchG                             |    |
|      | Mietwohnhaus            | Lessingstr. 15 | 1884      | Von Wilhelm Söhner u. F. Nessler für G. Honold, Gipsermeister. Geschützt nach § 2 DSchG                         |    |
|      | Mietwohnhausgruppe      | Lessingstr. 16 | 1926      | Von Friedrich Beichel, Städtisches Hochbauamt für Stadt Karlsruhe. Geschützt nach § 2 DSchG                     |    |
|      | Mietwohnhaus            | Lessingstr. 25 | 1887      | Von Wilhelm Söhner u. F. Nessler für Friedrich Durand, Malermeister. Geschützt nach § 2 DSchG                   |    |
|      | Mietwohnhaus            | Lessingstr. 41 | 1890      | Von Wilhelm Söhner für Max Marquardt. Geschützt nach § 2 DSchG                                                  |    |

## Liebigstraße
| Bild | Bezeichnung        | Lage                                   | Datierung | Beschreibung | ID |
| ---- | ------------------ | -------------------------------------- | --------- | --- | -- |
|      | Mietwohnhausgruppe | Liebigstr. 17, 19, Wilhelm-Baur-Str. 6 | 1913      | Mietwohnhausgruppe mit Vorgarteneinfriedung, von Ludwig Trunzer für Adolf Fritz, Gipsermeister; Ludwig Trunzer, Architekt; Kiefer und Engel, Maurermeister. Geschützt nach § 2 DSchG |    |

## Ludwig-Marum-Straße
| Bild           | Bezeichnung  | Lage                 | Datierung | Beschreibung | ID |
| -------------- | ------------ | -------------------- | --------- | --- | -- |
| Weitere Bilder | Villa Junker | Ludwig-Marum-Str. 10 | 1902–03   | Villa Junker, auch Villa Ottilie (Inschrift), Villa mit Garten und Stallungen, unverputzter Backsteinbau, von Curjel & Moser für den Pferdemaler Hermann Junker Geschützt nach § 2 DSchG |    |
|                | Wohnhaus     | Ludwig-Marum-Str. 11 | 1905      | Von Müller & Fischer für Gustav Lacroix, Schlossermeister. Geschützt nach § 2 DSchG |    |

## Maximilianstraße
| Bild | Bezeichnung               | Lage                            | Datierung | Beschreibung | ID |
| ---- | ------------------------- | ------------------------------- | --------- | --- | -- |
|      | Doppelhaus                | Maximilianstr. 2, Stabelstr. 10 | 1902      | Von Curjel & Moser als Eigenbedarf. Geschützt nach § 2 DSchG |    |
|      | Doppelhaushälfte          | Maximilianstr. 6                | 1904      | Von Curjel & Moser für Rechtsanwalt Friedrich Weill (Stadtrat), incl. Innenausstattung. Geschützt nach § 2 DSchG |    |
|      | Großbürgerliches Wohnhaus | Maximilianstr. 8                | 1902      | Wohnhaus mit Garten und Einfriedungsmauer, 1902 von Emil Deines für Paul Jochum, sehr hochwertige und vollständige Innenausstattung (Malereien, Kassettendecken etc.), 1919 Wintergarten und Gartenhaus von Pfeifer & Großmann, Garage von 1937. Geschützt nach § 2 DSchG |    |

## Moltkestraße
| Bild | Bezeichnung                   | Lage              | Datierung | Beschreibung | ID |
| ---- | ----------------------------- | ----------------- | --------- | --- | -- |
|      | Stationsgebäude der Rheinbahn | Moltkestr. 31a    |           | Traufständiger Massivbau mit überstehendem, flach geneigten Satteldach mit charakteristischen Ziergespärren, der insgesamt die zeittypischen ästhetischen Gestaltungselemente des „Schweizerhausstils“ zeigt. Im Obergeschoss befindet sich ein umlaufendes Sohlbankgesims, in den Giebeln – auch im Risalit – präsentieren sich große repräsentative Okuli, die Fenster im Erdgeschoss besitzen Stichbogenfenster mit mächtig hervortretenden gemauerten Stürzen. Geschützt nach § 2 DSchG |    |
|      | Wohnhaus                      | Moltkestr. 33     | 1907–08   | Von Hermann Billing. Geschützt nach § 2 DSchG |    |
|      | Wohnhaus                      | Moltkestr. 37     | 1904–05   | Von Friedrich Ratzel. Geschützt nach § 2 DSchG |    |
|      | Doppelhaus                    | Moltkestr. 39, 41 | 1903      | Von E. Bischoff für E. Bischoff; Stadtrat H. Eitel. Geschützt nach § 2 DSchG |    |
|      | Doppelhaus                    | Moltkestr. 43, 45 | 1905      | Von Curjel & Moser für Ludwig Seiderer. Geschützt nach § 2 DSchG |    |
|      | Wohnhaus                      | Moltkestr. 61     | 1923      | Wohnhaus, zweigeschossiger Massivbau mit Walmdach, Dachhäuschen und Gauben, Einliegerwohnung, auf der Straßenseite gerundeter Standerker mit Balkon, auf der Gartenseite offener Balkonerker mit Säulenreihe und geschwungener Treppe zum Garten, Garage mit darüber liegender Terrasse, reicher figuraler und abstrakter Bauschmuck des Expressionismus, zugehöriger Garten, Einfriedung mit Gittern, nach Planungen des Architekten Hermann Loesch. Geschützt nach § 2 DSchG              |    |

## Mondstraße
| Bild | Bezeichnung  | Lage       | Datierung | Beschreibung                                                                               | ID |
| ---- | ------------ | ---------- | --------- | ------------------------------------------------------------------------------------------ | -- |
|      | Mietwohnhaus | Mondstr. 5 | 1903      | Von Jakob Friedrich Nagel für Jakob Friedrich Nagel, Baugeschäft. Geschützt nach § 2 DSchG |    |

## Mozartstraße
| Bild | Bezeichnung | Lage            | Datierung | Beschreibung                                                                | ID |
| ---- | ----------- | --------------- | --------- | --------------------------------------------------------------------------- | -- |
|      | Wohnhaus    | Mozartstr. 1, 3 | 1926      | Von Richard Fuchs für Fritz Stern. Geschützt nach § 2 DSchG                 |    |
|      | Wohnhaus    | Mozartstr. 7    | 1922      | Von Pfeifer & Großmann für Dr. Spangenberg. Geschützt nach § 2 DSchG        |    |
|      | Wohnhaus    | Mozartstr. 11   | 1909      | Von Hermann Bastel für Gräfin zu Solms-Sonnenwald. Geschützt nach § 2 DSchG |    |

## Nelkenstraße
| Bild | Bezeichnung                            | Lage          | Datierung | Beschreibung                                                                      | ID |
| ---- | -------------------------------------- | ------------- | --------- | --------------------------------------------------------------------------------- | -- |
|      | Mietwohnhaus mit Rückgebäude           | Nelkenstr. 9  | ca 1900   | Geschützt nach § 2 DSchG                                                          |    |
|      | Mietwohnhaus mit Rückgebäude           | Nelkenstr. 11 | 1901      | Für Fa. Rothfuß & Schäfer. Geschützt nach § 2 DSchG                               |    |
|      | Mietwohnhaus                           | Nelkenstr. 13 | ca 1900   | Geschützt nach § 2 DSchG                                                          |    |
|      | Mietwohnhaus mit Rückgebäude           | Nelkenstr. 15 | 1902      | Geschützt nach § 2 DSchG                                                          |    |
|      | Mietwohnhaus mit Laden                 | Nelkenstr. 17 | 1899      | Von Ludwig Trunzer für Georg Schreiner, Metzgermeister. Geschützt nach § 2 DSchG  |    |
|      | Mietwohnhaus mit Laden                 | Nelkenstr. 19 | 1898      | Von Ludwig Trunzer für Lukas Kassel, Gipsermeister. Geschützt nach § 2 DSchG      |    |
|      | Mietwohnhaus mit Laden und Rückgebäude | Nelkenstr. 21 | 1903      | Von Ludwig Trunzer für Josef Weick, Maurermeister. Geschützt nach § 2 DSchG       |    |
|      | Mietwohnhaus mit Laden und Rückgebäude | Nelkenstr. 23 | 1902      | Von Ludwig Trunzer für Ernst Lippelt, Schreinermeister. Geschützt nach § 2 DSchG  |    |
|      | Mietwohnhaus mit Laden                 | Nelkenstr. 25 | 1904      | Von Ludwig Trunzer für Johann Berner, Schreinermeister. Geschützt nach § 2 DSchG  |    |
|      | Mietwohnhaus mit Wirtschaft            | Nelkenstr. 27 | 1903      | Von Adolf Hirth für Jakob Bippes, Glasermeister. Geschützt nach § 2 DSchG         |    |
|      | Mietwohnhaus                           | Nelkenstr. 29 | 1903      | Von Adolf Hirth für Julius Schäfer, Baugeschäft. Geschützt nach § 2 DSchG         |    |
|      | Mietwohnhaus                           | Nelkenstr. 31 | 1904      | Von Ludwig Trunzer für Peter Heilmann, Hafnermeister. Geschützt nach § 2 DSchG    |    |
|      | Mietwohnhaus                           | Nelkenstr. 33 | 1904      | Von Ludwig Trunzer für Albert Fischer, Schlossermeister. Geschützt nach § 2 DSchG |    |

## Ökumeneplatz
| Bild | Bezeichnung                           | Lage         | Datierung | Beschreibung                                                   | ID |
| ---- | ------------------------------------- | ------------ | --------- | -------------------------------------------------------------- | -- |
|      | Brunnen an der Altkatholischen Kirche | Ökumeneplatz |           | Brunnen an der Altkatholischen Kirche Geschützt nach § 2 DSchG |    |

## Reinhold-Frank-Straße
| Bild | Bezeichnung                            | Lage                       | Datierung | Beschreibung | ID |
| ---- | -------------------------------------- | -------------------------- | --------- | --- | -- |
|      | Wohnhaus                               | Reinhold-Frank-Str. 63     | 1896      | Von Friedrich Benzinger für Kommerzienrat Theodor Benning. Geschützt nach § 2 DSchG |    |
|      | Stadtvilla                             | Reinhold-Frank-Str. 67     | 1897      | Stadtvilla, heute Akademie der Bildenden Künste, dreigeschossiger Massivbau, prächtige Straßenfassade aus Sandstein mit Balkonerkern und Brüstungsgittern, Bauantrag 1897 von Ludwig Levy (1854–1907) für Michael Levinger, bezeichnet 1899, Garage, um 1925 – Nach Kriegszerstörung 1949 Wiederaufbau des bis zum 1. Obergeschoss im Äußeren erhaltenen Gebäudes, statt des Walmdachs entstand ein zusätzliches Geschoss mit Walmdach, Planung durch die Architekten Brunisch und Heidt. Zugehörige Türen und Fenster des Wiederaufbaus und ein bemerkenswertes Treppenhaus. Einfriedung mit kunstvoll verzierten Schmiedeeisengittern. Geschützt nach § 2 DSchG |    |
|      | Kunstgewerbeschule und Erweiterungsbau | Reinhold-Frank-Str. 81, 83 | 1887–89   | Kunstgewerbeschule und Erweiterungsbau, heute Akademie der Bildenden Künste. 1887–89 und 1898–1901 von Josef Durm. Der Innenausbau aus der Nachkriegszeit ist mit seinen Bestandteilen bewahrenswert und Teil des Kulturdenkmals. Geschützt nach § 2 DSchG |    |

## Richard-Wagner-Straße
| Bild | Bezeichnung       | Lage                       | Datierung              | Beschreibung | ID |
| ---- | ----------------- | -------------------------- | ---------------------- | --- | -- |
|      | Siegfried-Brunnen | Richard-Wagner-Platz       | 1914, Ersatz der Satue | Siegfried-Brunnen, Wilhelm Sauer von Stiftung Wilhelm Freiherr von Seldeneck für Figur nach mutwilliger Zerstörung 1912 durch eine veränderte Neuanfertigung des Bildhauers Wilhelm Auser 1914 ersetzt. Geschützt nach § 2 DSchG |    |
|      | Wohnhaus          | Richard-Wagner-Str. 5      | 1912                   | Von Gisbert Freiherr von Teuffel für Landgerichtsrat Höninger. Geschützt nach § 2 DSchG |    |
|      | Doppelhaus.       | Richard-Wagner-Str. 6, 8   |                        | Geschützt nach § 2 DSchG |    |
|      | Wohnhaus.         | Richard-Wagner-Str. 7      |                        | |    |
|      | Doppelhaus.       | Richard-Wagner-Str. 16, 18 |                        | Geschützt nach § 2 DSchG |    |

## Riefstahlstraße
| Bild           | Bezeichnung             | Lage               | Datierung | Beschreibung                                                                              | ID |
| -------------- | ----------------------- | ------------------ | --------- | ----------------------------------------------------------------------------------------- | -- |
| Weitere Bilder | Evangelisches Pfarrhaus | Riefstahlstr. 2    | 1897–98   | Evangelisches Pfarrhaus, von Curjel & Moser. Geschützt nach § 2 DSchG                     |    |
| Weitere Bilder | Doppelhaus              | Riefstahlstr. 4, 6 | 1896–1897 | Von den Architekten Curjel & Moser errichtet und selbst bewohnt. Geschützt nach § 2 DSchG |    |
| Weitere Bilder | Amtsgefängnis           | Riefstahlstr. 9    | 1894–97   | Amtsgefängnis, heute Justizvollzugsanstalt, von Josef Durm. Geschützt nach § 2 DSchG      |    |
|                | Wohnhaus                | Riefstahlstr. 10   | 1896      | Von Max Hummel für Max Hummel. Geschützt nach § 2 DSchG                                   |    |
|                | Wohnhaus                | Riefstahlstr. 12   | 1897      | Von Curjel & Moser für Glasermeister Ludwig Seiderer. Geschützt nach § 2 DSchG            |    |

## Röntgenstraße
| Bild           | Bezeichnung                         | Lage             | Datierung | Beschreibung                                                                    | ID |
| -------------- | ----------------------------------- | ---------------- | --------- | ------------------------------------------------------------------------------- | -- |
| Weitere Bilder | Altkatholische Kirche mit Pfarrhaus | Röntgenstr. 1, 3 | 1894–97   | Altkatholische Kirche mit Pfarrhaus, von Carl Schäfer. Geschützt nach § 2 DSchG |    |
| Weitere Bilder | Wohnhaus                            | Röntgenstr. 4    | 1899      | Von Curjel & Moser für Direktor Overlack. Geschützt nach § 2 DSchG              |    |
|                | Wohnhaus                            | Röntgenstr. 5    | 1897      | Von Peter, Wilhelm für Kassier Oskar Erhardt. Geschützt nach § 2 DSchG          |    |
|                | Wohnhaus                            | Röntgenstr. 6    | 1898      | Von E. Schweickhardt für Kaufmann Max Schwab. Geschützt nach § 2 DSchG          |    |
|                | Wohnhaus                            | Röntgenstr. 8    | 1897      | Von Ph. Schuhmacher für Kaufmann Bernhard Würzburger. Geschützt nach § 2 DSchG  |    |

## Scheffelstraße
| Bild | Bezeichnung                     | Lage               | Datierung | Beschreibung | ID |
| ---- | ------------------------------- | ------------------ | --------- | --- | -- |
|      | Mietwohnhaus mit Gaststätte     | Scheffelstr. 2     | 1883      | Von Knobloch für Theodor Hilscher, Kaufmann. Geschützt nach § 2 DSchG |    |
|      | Hildahaus                       | Scheffelstr. 37-41 | 1895-1896 | Von Wilhelm Strieder, Städtisches Hochbauamt für Stadt Karlsruhe. Geschützt nach § 2 DSchG |    |
|      | Mietwohnhaus                    | Scheffelstr. 51    | 1896      | Von K. Koch für Theodor Hölzle, Kaufmann. Geschützt nach § 2 DSchG |    |
|      | Mietwohnhaus mit Laden          | Scheffelstr. 53    | 1902      | Von Ludwig Trunzer für Johann Schwab, Wagnermeister. Geschützt nach § 2 DSchG |    |
|      | Mietswohnhaus                   | Scheffelstr. 54    | 1898      | Mietswohnhaus, viergeschossiges und traufständiges Gebäude im Stil der Neurenaissance mit Torfahrt, Erdgeschoss rustiziert, reiche Ausstattung mit architektonischen Zierformen aus Sandstein, Dachgauben, gut erhaltene Innenausstattung, Hinterhausflügel (teilweise Wiederaufbau, ursprünglich dreigeschossig), rückwärtige Remise (1902), errichtet nach Plänen des Architekten Gustav Zinser für den Maurermeister Josef Herrmann. Geschützt nach § 2 DSchG |    |
|      | Mietwohnhaus mit Gastwirtschaft | Scheffelstr. 58    | 1906      | Von Wilhelm Peter für Wilhelm Fels, Brauereibesitzer. Geschützt nach § 2 DSchG |    |

## Schillerstraße
| Bild | Bezeichnung                  | Lage                               | Datierung | Beschreibung | ID |
| ---- | ---------------------------- | ---------------------------------- | --------- | --- | -- |
|      | Doppelhaus                   | Schillerstr. 7, 9                  | 1893      | Von Johann Brannath für Karl Bäder, Glaser. Geschützt nach § 2 DSchG                                                         |    |
|      | Mietwohnhaus mit Laden       | Schillerstr. 23                    | 1887      | Von Gustav Zinser für Johann Neumaier, Bäckermeister. Geschützt nach § 2 DSchG                                               |    |
|      | Mietwohnhaus mit Rückgebäude | Schillerstr. 27                    | 1906      | Von Gustav Zinser für Jakob Merkle, Kohlenhändler. Geschützt nach § 2 DSchG                                                  |    |
|      | Mietwohnhaus mit Laden       | Schillerstr. 28                    | 1901      | Von Ludwig Trunzer für Jakob Bippes, Glasermeister. Geschützt nach § 2 DSchG                                                 |    |
|      | Mietwohnhaus                 | Schillerstr. 37                    | 1902      | Von Franz Wolff für Peter Heilmann, Hafnermeister. Geschützt nach § 2 DSchG                                                  |    |
|      | Villa Printz                 | Schillerstr. 41                    | 1898      | Für den Fabrikanten Karl Junker erbaut, 1906 straßenseitig erweitert durch Hermann Walder. Geschützt nach § 2 DSchG          |    |
|      | Mietwohnhaus                 | Schillerstr. 54                    | 1905      | Von Heinrich Sexauer für Hermann Schröder, Malermeister. Geschützt nach § 2 DSchG                                            |    |
|      | Mietwohnhaus                 | Schillerstr. 56                    | 1901      | Von Ludwig Trunzer für Hermann Schröder, Malermeister. Geschützt nach § 2 DSchG                                              |    |
|      | Doppelhaushälfte             | Schillerstr. 58, Weinbrennerstr. 2 | 1903      | Doppelhaushälfte, 1903, 1905 von Emil Deines für Adolf Bauer, Malermeister, Emil Deines, Architekt. Geschützt nach § 2 DSchG |    |

## Schubertstraße
| Bild | Bezeichnung | Lage           | Datierung | Beschreibung             | ID |
| ---- | ----------- | -------------- | --------- | ------------------------ | -- |
|      | Wohnhaus    | Schubertstr. 2 | ca 1900   | Geschützt nach § 2 DSchG |    |

## Sophienstraße
| Bild           | Bezeichnung                                               | Lage                      | Datierung | Beschreibung | ID |
| -------------- | --------------------------------------------------------- | ------------------------- | --------- | --- | -- |
|                | Mietwohnhaus mit Vorgarteneinfriedung                     | Sophienstr. 87            | 1896      | Von Gustav Ziegler für Adolf Steiner, Weinhändler. Geschützt nach § 2 DSchG |    |
|                | Mietwohnhaus mit Rückgebäuden                             | Sophienstr. 89            | 1907      | Von Heinrich Sexauer für Ludwig Maier, Möbeltransporteur. Geschützt nach § 2 DSchG |    |
|                | Mietwohnhaus mit Vorgarteneinfriedung                     | Sophienstr. 91            | 1893      | Von Ludwig Fischer für Wilhelm Reinbold, Privatier. Geschützt nach § 2 DSchG |    |
|                | Mietwohnhaus mit Vorgarteneinfriedung                     | Sophienstr. 105           | 1905      | Von Gustav Zinser für Willy Nordan, Redakteur. Geschützt nach § 2 DSchG |    |
|                | Mietwohnhaus mit Vorgarteneinfriedung                     | Sophienstr. 107           | 1903      | Von Curjel & Moser für Georg Haberstroh, Dekorationsmaler. Geschützt nach § 2 DSchG |    |
|                | Mietwohnhaus mit Vorgarteneinfriedung                     | Sophienstr. 114           | 1887      | Von Gustav Ziegler für Jakob Friedrich Nagel, Zimmermeister. Geschützt nach § 2 DSchG |    |
|                | Mietwohnhaus mit Vorgarteneinfriedung                     | Sophienstr. 117           | ca 1900   | Geschützt nach § 2 DSchG |    |
|                | Mietwohnhaus mit Vorgarteneinfriedung                     | Sophienstr. 118           | 1895      | Von Gottfried Zinser für Gottfried Zinser, Architekt. Geschützt nach § 2 DSchG |    |
|                | Mietwohnhaus mit Vorgarteneinfriedung und Rückgebäude     | Sophienstr. 120           | 1902      | Von Hermann Billing für Jakob Friedrich Nagel, Zimmermeister u. Heinrich Weinschenk, Dekorationsmalermeister. Geschützt nach § 2 DSchG |    |
|                | Mietwohnhaus mit Vorgarteneinfriedung und Rückgebäude     | Sophienstr. 122           |           | Mietwohnhaus mit Vorgarteneinfriedung und Rückgebäude, 1902 von Adolf Hirth für Mechanische Industrie GmbH. Geschützt nach § 2 DSchG |    |
|                | Mietwohnhaus mit Vorgarteneinfriedung und Rückgebäude     | Sophienstr. 124           | 1902      | Von Adolf Hirth für Adolf Hirth, Architekt. Geschützt nach § 2 DSchG |    |
|                | Wohn- und Geschäftshaus                                   | Sophienstr. 126           | 1901      | Eckgebäude, viergeschossiger Putzbau mit Schmuckelementen der Neorenaissance, nach Plänen der Architekten Wilhelm Peter und Scherer für Behnke und Zschacher, Tünchergeschäft. Geschützt nach § 2 DSchG |    |
|                | Wohn- und Geschäftshaus                                   | Sophienstr. 128           | 1905      | Viergeschossiger Klinkerbau in Ecklage, Stilformen der Neorenaissance mit bildhauerisch gestalteten Sandsteinelementen, Ladeneinbau um 1905, nach Entwürfen des Architekten G. Zinser für den Glasermeister Ludwig Seiderer. Geschützt nach § 2 DSchG |    |
|                | Mietwohnhaus mit Vorgarteneinfriedung und Rückgebäude     | Sophienstr. 134           | 1903      | Von Adolf Hirth für Adolf Hirth, Architekt. Geschützt nach § 2 DSchG |    |
|                | Mietwohnhaus mit Vorgarteneinfriedung und Rückgebäude     | Sophienstr. 136           | 1904      | Von Christian Rothfuß jr. für Christian Rothfuß jr., Maurermeister. Geschützt nach § 2 DSchG |    |
|                | Mietwohnhaus mit Vorgarteneinfriedung                     | Sophienstr. 140           | 1903      | Von Adolf Hirth für Mechanische Industrie GmbH. Geschützt nach § 2 DSchG |    |
|                | Mietwohnhaus mit Vorgarteneinfriedung                     | Sophienstr. 142           | 1901      | Von Ludwig Trunzer für Josef Weick, Maurermeister. Geschützt nach § 2 DSchG |    |
|                | Mietwohnhaus mit Vorgarteneinfriedung                     | Sophienstr. 144           | 1901      | Von Ludwig Trunzer für Franz Herrmann, Maurermeister. Geschützt nach § 2 DSchG |    |
|                | Mietwohnhaus mit Vorgarteneinfriedung                     | Sophienstr. 146           | 1904      | Von Gustav Zinser für Franz Herrmann, Maurermeister. Geschützt nach § 2 DSchG |    |
| Weitere Bilder | Kath. Kirche St. Bonifatius mit Gemeindehaus und Vorplatz | Sophienstr. 127           | 1905–08   | Von Johannes Schroth für Erzbischöfliches Bauamt Karlsruhe. Geschützt nach § 2 DSchG |    |
| Weitere Bilder | Lessing-Gymnasium                                         | Sophienstr. 147           | 1909      | Lessinggymnasium, von Friedrich Beichel für Städtisches Hochbauamt Karlsruhe. Geschützt nach § 19 DSchG |    |
|                | Mietwohnhaus mit Vorgarteneinfriedung                     | Sophienstr. 150           | 1899      | Von Gustav Zinser für August Goldschmidt, Installateur. Geschützt nach § 2 DSchG |    |
|                | Wohnhaus in Ecklage                                       | Sophienstr. 152           | ca 1910   | Wohnhaus in Ecklage, viergeschossiger Putzbau mit reichen Architekturformen des Neobarock, darunter Putzrustika, ein großes Portal mit massiven Säulen, zugehöriger Garten mit Einfriedung, um 1910, Gesamtanlage Gutenbergplatz. Geschützt nach § 19 DSchG |    |
|                | Mietwohnhaus                                              | Sophienstr. 156           | ca 1900   | Geschützt nach § 19 DSchG |    |
|                | Mietwohnhausgruppe                                        | Sophienstr. 157, 159, 161 | 1905      | Von Holwäger und Hillenbrand für die Gipsermeister Gianimazzi und Ratzel, den Malermeister Peter Jessen und den Maurermeister Ludwig Weber. Geschützt nach § 2 DSchG |    |
|                | Mietwohnhaus mit Vorgarteneinfriedung                     | Sophienstr. 158           | 1905      | Mietwohnhaus mit Vorgarteneinfriedung, von Ludwig Trunzer für Peter Heilmann u. Jonny Evers. Geschützt nach § 19 DSchG |    |
|                | Mietwohnhaus mit Vorgarteneinfriedung                     | Sophienstr. 160           | 1906      | Von Franz Wolff für Julius Schäfer, Bauunternehmer. Geschützt nach § 19 DSchG |    |
|                | Mietwohnhaus                                              | Sophienstr. 160a          | 1904      | Von Ludwig Trunzer für Julius Schäfer, Bauunternehmer. Geschützt nach § 19 DSchG |    |
|                | Doppelhaus mit Vorgarteneinfriedung                       | Sophienstr. 162, 164      | 1902      | Von Ludwig Benzinger für Leopold Kirchenbauer, Architekt; August Schlachter, Schlossermeister. Geschützt nach § 19 DSchG |    |
|                | Mietwohnhaus mit Vorgarteneinfriedung                     | Sophienstr. 166           | 1905      | Von Adolf Hirth für Friedrich Rindschädel, Maurermeister. Geschützt nach § 19 DSchG |    |
|                | Wohnhaus                                                  | Sophienstr. 167           | 1905      | Dreigeschossiges Gebäude mit Putz und Sandsteinfassade in Formen des Jugendstil, 1905 nach Plänen der Architekten Müller und Fischer aus Baden-Baden für den Schreinermeister Max Bopp aus Karlsruhe, zugehöriger Vorgarten mit Einfriedung, Hinterhaus mit Werkstattgebäude. Geschützt nach § 2 DSchG |    |
|                | Mietwohnhaus mit Vorgarteneinfriedung                     | Sophienstr. 169           | 1913      | Von Holwäger & Hillenbrand für Johann Schwab, Schreinermeister. Geschützt nach § 2 DSchG |    |
|                | Mietwohnhaus mit Vorgarteneinfriedung                     | Sophienstr. 171           | 1913      | Von Friedrich Pampel für Johann Schwab, Schreinermeister. Geschützt nach § 2 DSchG |    |
|                | Mietwohnhaus                                              | Sophienstr. 178           | 1913      | Von Theodor Trautmann für Blechnermeister Gustav Stich. Geschützt nach § 2 DSchG |    |
|                | Mietwohnhaus                                              | Sophienstr. 182           | 1902/03   | Von Ludwig Trunzer für Gipsermeister Franz Bischof. Geschützt nach § 2 DSchG |    |
|                | Mietswohnhausblock                                        | Sophienstr. 200, 202, 204 | 1935      | Mietswohnhausblock, viergeschossiger und verputzter Massivbau in geschlossener Bebauung, traufständig mit Dachgauben, Straßenfassade mit Kunstsandsteingewänden und vier konvexen Standerkern, axiale Mittelbetonung durch Balkone mit geometrischen Vierpassmotiven in den Balustraden, gut erhaltene Ausstattung der Treppenhäuser, Einfriedung mit Vorgärten, Hofseite mit Balkonloggien, Gesamtentwurf der Anlage durch den Architekten Hermann Loesch aus Karlsruhe, Einzelplanungen: Hermann Loesch für den Kaufmann und Fuhrunternehmer Robert Ochs (Nr. 200) und für den Kaufmann und Gend. Wachtmeister a.D. Miezyslaus Rosinsky (Nr. 204), August Diehm plante ebenfalls für Miezyslaus Rosinski (Nr. 202), errichtet 1935/36, zentraler Zugang flankiert durch zwei bauzeitliche Skulpturen (Arbeiter mit Sohn / Mutter mit Kindern) des Bildhauers August Meyerhuber aus Karlsruhe Geschützt nach § 2 DSchG |    |

## Uhlandstraße
| Bild | Bezeichnung                                   | Lage                 | Datierung | Beschreibung | ID |
| ---- | --------------------------------------------- | -------------------- | --------- | --- | -- |
|      | Mietwohnhausgruppe mit Rückgebäude            | Uhlandstr. 8, 10, 12 | 1886      | Mietwohnhausgruppe mit Rückgebäude, 1886, 1888 von Wilhelm Söhner für Christian Kaltenbach, Schreinermeister; Bernhard Müller, Schuhmachermeister; Lukas Kassel, Gipsermeister. Geschützt nach § 2 DSchG |    |
|      | Mietwohnhaus                                  | Uhlandstr. 15        | 1890      | Von Camill Frei u. Schneider für Ernst Wilmer, Schlossermeister. Geschützt nach § 2 DSchG |    |
|      | Mietwohnhaus mit Rückgebäude                  | Uhlandstr. 19        | 1893      | Von Johann Brannath für Gustav Brannath, Zimmermeister. Geschützt nach § 2 DSchG |    |
|      | Mietwohnhaus mit Laden                        | Uhlandstr. 21        | ca 1890   | Geschützt nach § 2 DSchG |    |
|      | Mietwohnhaus mit Laden                        | Uhlandstr. 23        | 1893      | Von A. Langheinrich für Jakob Leitz, Maurer Geschützt nach § 2 DSchG |    |
|      | Mietwohnhaus                                  | Uhlandstr. 24        | 1895      | Von Wilhelm Peter für Firma Meess & Nees. Geschützt nach § 2 DSchG |    |
|      | Mietwohnhaus mit Gaststätte Württemberger Hof | Uhlandstr. 26        | 1891      | Von Kempermann & Slevogt für Friedrich Schäfer, Wirt. Geschützt nach § 2 DSchG |    |
|      | Mietwohnhaus mit Rückgebäude                  | Uhlandstr. 30        | 1894      | Von Adolf Hirth für Gottlieb Horn, Maurermeister. Geschützt nach § 2 DSchG |    |
|      | Fassade eines Mietwohnhauses                  | Uhlandstr. 35        | 1905      | Von Friedrich Benzinger für Julius Walter, Zimmermeister. Geschützt nach § 2 DSchG |    |
|      | Mietwohnhaus mit Laden                        | Uhlandstr. 38        | 1905      | Von Adolf Hirth für Adolf Hirth, Architekt. Geschützt nach § 2 DSchG |    |

## Virchowstraße
| Bild | Bezeichnung                      | Lage              | Datierung | Beschreibung | ID |
| ---- | -------------------------------- | ----------------- | --------- | --- | -- |
|      | Mietswohnhaus als Doppelwohnhaus | Virchowstr. 12,14 | 1927      | Mietswohnhaus als Doppelwohnhaus, zweigeschossiger und verputzter Massivbau mit Mansardwalmdach, expressionistischer Zwerchgiebel, Einfriedung zur Straße, nach Plänen der Architekten Deines und Rehder für Friedrich Nitzsche. Geschützt nach § 2 DSchG                                     |    |
|      | Mietswohnhaus als Doppelhaus     | Virchowstr 16, 18 | 1927      | Mietswohnhaus als Doppelhaus, zweigeschossiger Massivbau mit Mansardwalmdach und geschweiften Lukarnen, nach Plänen der Architekten Deines und Rehder für den Fabrikanten Adolf Kiefer. Geschützt nach § 2 DSchG                                                                              |    |
|      | Mietswohnhaus als Doppelhaus     | Virchowstr. 20,22 | 1926      | Mietswohnhaus als Doppelhaus, zweigeschossiger und verputzter Massivbau mit Walmdach, Standerkern und Loggien, Einfriedung (Nr. 18), nach Plänen der Architekten Deines und Rehder für das Baugeschäft Lacroix und Christ sowie für den Installateur Hermann Martin. Geschützt nach § 2 DSchG |    |

## Weberstraße
| Bild           | Bezeichnung     | Lage                           | Datierung | Beschreibung | ID |
| -------------- | --------------- | ------------------------------ | --------- | --- | -- |
| Weitere Bilder | Doppelhaus      | Weberstr. 1, 3                 | 1907      | Von Hermann Billing & Vittali für Bankier Moritz A. Straus und Nathan Stein. Geschützt nach § 2 DSchG                                       |    |
|                | Doppelhaus      | Weberstr. 2, 4                 | 1903      | Von Friedrich Ratzel für Friedrich Ratzel. Geschützt nach § 2 DSchG                                                                         |    |
| Weitere Bilder | Villa Ostendorf | Weberstr. 5                    |           | Eigenes Wohnhaus von Friedrich Ostendorf. Geschützt nach § 12 DSchG                                                                         |    |
| Weitere Bilder | Doppelhaus      | Weberstr. 6, 8                 | 1903      | Von Eugen Beck für Eugen Beck. Geschützt nach § 2 DSchG                                                                                     |    |
|                | Doppelhaus      | Weberstr. 7, Maximilianstr. 10 | 1903      | Von Hermann Billing für Albert Lang; Maurermeister Wilhelm Stober. Geschützt nach § 2 DSchG                                                 |    |
|                | Doppelhaus      | Weberstr. 10, 12               | 1905/1906 | Von Curjel & Moser für Oberstleutnant und Regimentskommandeur Freiherr Hans von Salmuth; Schlossermeister J. Kunz. Geschützt nach § 2 DSchG |    |

## Weinbrennerstraße
| Bild           | Bezeichnung                                 | Lage                       | Datierung | Beschreibung | ID |
| -------------- | ------------------------------------------- | -------------------------- | --------- | --- | -- |
|                | Doppelhaus                                  | Weinbrennerstr. 2          | 1903      | Doppelhaus, 1903, 1905 von Emil Deines für Adolf Bauer, Malermeister; Emil Deines, Architekt. Geschützt nach § 2 DSchG |    |
|                | Wohnhaus                                    | Weinbrennerstr. 9          | 1897      | Von Albert Neumeister für Albert Neumeister, Regierungsbaumeister. Geschützt nach § 2 DSchG |    |
|                | Wohnhaus                                    | Weinbrennerstr. 11         | 1898      | Von Hermann Bastel für Hermann Romberg, Betriebsvorsteher. Geschützt nach § 2 DSchG |    |
|                | Mietwohnhaus mit Garten                     | Weinbrennerstr. 13         | 1901      | Von Curjel & Moser für Karl Dieber, Malermeister. Geschützt nach § 2 DSchG |    |
|                | Mietwohnhaus                                | Weinbrennerstr. 15         | 1897      | Von Friedrich Benzinger für Karl Dieber, Malermeister. Geschützt nach § 2 DSchG |    |
|                | Mietwohnhaus                                | Weinbrennerstr. 17         | 1905      | Von Curjel & Moser für Karl u. Emil Lacroix, Malermeister. Geschützt nach § 2 DSchG |    |
|                | Villa                                       | Weinbrennerstr. 18         | ca 1900   | Geschützt nach § 2 DSchG |    |
| Weitere Bilder | Markuskirche mit Gemeindehaus               | Weinbrennerstr. 23         | 1934/35   | Von Otto Bartning für Ev. Kirchengemeinde Karlsruhe. Geschützt nach § 2 DSchG |    |
|                | Mietwohnhausgruppe mit Vorgarteneinfriedung | Weinbrennerstr. 40, 42, 44 | 1906      | Von Ludwig Trunzer für Kaspar Schmid, Glaser; Georg Haufler, Blechnermeister; Ludwig Trunzer, Architekt. Geschützt nach § 2 DSchG |    |
|                | Mietwohnhausgruppe mit Vorgarteneinfriedung | Weinbrennerstr. 46, 48, 50 | 1905      | Von Gustav Zinser für Wilhelm Johann Herlan, Zimmermeister; Franz Herrmann, Baugeschäft; Josef Kiby. Geschützt nach § 2 DSchG |    |
|                | Mietwohnhaus                                | Weinbrennerstr. 52         | 1909      | Mietwohnhaus, Gebäude in Ecklage zur Weinbrennerstraße, zugehörige Einfriedung, von den Architekten G. Zinser junior und senior für eigenen Badarf. Geschützt nach § 2 DSchG |    |
|                | Mietswohnhaus                               | Weinbrennerstr. 62         | 1914      | Mietswohnhaus, dreigeschossiger Putzbau mit Mansardwalmdach in Ecklage, reicher Fassadenschmuck im klassizierenden Stil, zugehöriger Vorgarten mit Einfriedung und Tor, 1914 von G. und F. Betzel für den Installateur Emil Ratschauer, Dach durch Luftangriffe im Zweiten Weltkrieg beschädigt, Reparatur 1948. Geschützt nach § 2 DSchG |    |
|                | Baugenossenschaft                           | Weinbrennerstr. 64, 66, 68 | 1926      | Wohnblock, dreigeschossiger und traufständige Wohnhausreihe in Blockrandbebauung mit Ladenlokal, Fassadengestaltung im Stile der Neuen Sachlichkeit und des Expressionismus, zentraler Eingang mit Bauskulpturen in der Art des Bildhauers Emil Sutor (Nr. 66), gut erhaltene Ausstattung der Treppenhäuser, bemerkenswertes Hoftor (Nr. 64), zugehörige Rückfassade, Vorgärten mit Einfriedungen, 1926–1927 durch den Architekten Fritz Rössler für die für dieses Projekt gegründete Baugenossenschaft. Geschützt nach § 2 DSchG |    |

## Weltzienstraße
| Bild | Bezeichnung                           | Lage                | Datierung | Beschreibung | ID |
| ---- | ------------------------------------- | ------------------- | --------- | --- | -- |
|      | Mietwohnhaus                          | Weltzienstr. 5      | 1912      | Dreigeschossiger verputzter Massivbau mit Zwerchgiebel und repräsentativem neuklassizistischen Hauseingang und Treppenhaus, 1912 von G. Zinser für den Schreinermeister Karl Ditter. Geschützt nach § 2 DSchG                                                                             |    |
|      | Mietswohnhaus                         | Weltzienstr. 7      | 1912      | Dreigeschossiger Massivbau, Untergeschoss mit Putzrustika, darüber Kolossalpilaster auf Putz, kleine Balkone, gekachelter Türeingang, nach Plänen des Architekten L. Walther für Schlossermeister Heinrich Binkele. Geschützt nach § 2 DSchG                                              |    |
|      | Doppelhaus                            | Weltzienstr. 9, 11  | 1911      | Von Emil Brannath für Mieter- und Bauverein. Geschützt nach § 2 DSchG |    |
|      | Doppelwohnhaus                        | Weltzienstr. 13-15  | 1912      | Doppelwohnhaus, dreigeschossig und traufständig, zwei Eingangsrisalite durch gefugte Lisenen betont, Erdgeschoss rustiziert, Balkone auf kräftigen Konsolen, von dem genossenschaftlichen Architekten Emil Brannath für den Mieter- und Bauverein Karlsruhe e.G. Geschützt nach § 2 DSchG |    |
|      | Mietwohnhaus                          | Weltzienstr. 21     | 1904      | Von Karl Kreutz für Friedrich Amolsch, Installateur. Geschützt nach § 2 DSchG |    |
|      | Doppelhaus mit Vorgarteneinfriedung   | Weltzienstr. 31, 33 | 1905      | Von Ludwig Trunzer für Fr. Hesselschwerdt, Maurermeister; Christian Häfele, Zimmermeister. Geschützt nach § 2 DSchG |    |
|      | Mietwohnhaus mit Vorgarteneinfriedung | Weltzienstr. 38     | 1905      | Von Emil Kleber für Emil Kleber, Architekt. Geschützt nach § 2 DSchG |    |
|      | Mietwohnhaus mit Vorgarteneinfriedung | Weltzienstr. 40     | 1905      | Von Emil Brannath für Georg Lebrecht, Cementgeschäft. Geschützt nach § 2 DSchG |    |
|      | Mietwohnhaus mit Vorgarteneinfriedung | Weltzienstr. 42     | 1905      | Von Emil Kleber für Bernhard Pferrer, Malermeister. Geschützt nach § 2 DSchG |    |

## Wendtstraße
| Bild | Bezeichnung      | Lage           | Datierung | Beschreibung | ID |
| ---- | ---------------- | -------------- | --------- | --- | -- |
|      | Doppelhaus       | Wendtstr. 2, 4 | 1905      | Von Müller & Fischer für Bauunternehmer Friedrich Lacroix; Peter Heilmann. Geschützt nach § 2 DSchG |    |
|      | Doppelhaus       | Wendtstr. 3, 5 | 1912      | Von Ludwig Trunzer für Privatier Ludwig Pallmer; Kaufmann Karl Seippel. Geschützt nach § 2 DSchG |    |
|      | Doppelhaus       | Wendtstr. 7, 9 | 1905      | Von Curjel & Moser für Witwe Josef Held. Geschützt nach § 2 DSchG |    |
|      | Doppelhaushälfte | Wendtstr. 10   | 1901/1902 | Von Curjel & Moser für Gipsermeister Emil und Hermann Ellmendinger. Geschützt nach § 2 DSchG |    |
|      | Wohnhaus         | Wendtstr. 11   | 1913      | Von Otto Held für Otto Held, Architekt. Geschützt nach § 2 DSchG |    |
|      | Wohnhaus         | Wendtstr. 12   | 1901      | Wohnhaus, zweigeschossiger Massivbau mit Mansardwalmdach, zugehörige Einfriedung, von Curjel & Moser für das Bau- und Baumaterialiengeschäft Wolf und Heinz (Entwurf zusammen mit Wendtstr. 14, siehe dort). Geschützt nach § 2 DSchG |    |
|      | Wohnhaus         | Wendtstr. 13   | ca 1904   | Wohnhaus, um 1904, teilweiser Wiederaufbau 1952. Geschützt nach § 2 DSchG |    |
|      | Wohnhaus         | Wendtstr. 14   |           | Zweigeschossiger Massivbau mit Mansardwalmdach, zugehörige Einfriedung, gut erhaltene Innenausstattung, 1901 von Curjel & Moser für Carl Dieber (Entwurf zusammen mit Wendtstr. 12, siehe dort). Geschützt nach § 2 DSchG             |    |
|      | Doppelhaushälfte | Wendtstr. 15   | 1904      | Von Emil Schweickhardt für Gustav & Adolf Pfeifer, Maurermeister. Geschützt nach § 2 DSchG |    |
|      | Doppelhaushälfte | Wendtstr. 17   | 1904      | Von Emil Schweickhardt (?) für Gustav & Adolf Pfeifer, Maurermeister. Geschützt nach § 2 DSchG |    |

## Yorckstraße
| Bild           | Bezeichnung                                   | Lage                           | Datierung | Beschreibung | ID |
| -------------- | --------------------------------------------- | ------------------------------ | --------- | --- | -- |
|                | Mietwohnhaus mit Laden und Rückgebäude        | Yorckstr. 2                    | 1887      | Von Johann Brannath für Theodor Pfeifer, Maurermeister. Geschützt nach § 2 DSchG |    |
|                | Mietwohnhaus                                  | Yorckstr. 4                    | 1887      | Von Johann Brannath für Gebr. Freiburger, Glaser und Schreinermeister, Denkmalschutz beschränkt sich nur auf die Straßenfassade des Gebäudes als Teil einer Sache, zu diesem gehören ferner Eingangstor, Balkon mit Gitter und die Dachgauben. Geschützt nach § 2 DSchG                                     |    |
|                | Mietwohnhaus                                  | Yorckstr. 11                   | 1901      | Von Wilhelm Peter für Wilhelm Schindler, Schlossermeister. Geschützt nach § 2 DSchG |    |
|                | Mietwohnhaus mit Rückgebäude                  | Yorckstr. 13, 13a              | 1899      | Von Johann Brannath für Benedikt Pfisterer, Bauunternehmer. Geschützt nach § 2 DSchG |    |
|                | Yorckstr. 23                                  | Yorckstr. 23                   | 1906      | Gesamtanlage Gutenbergplatz, Wohnhaus, viergeschossig und traufständig, wohl 1906 von dem Architekten Adolf Hirth für den Blechnermeister Emil Braschauer (vgl. Yorckstr. 27) Geschützt nach § 2 DSchG |    |
|                | Mietwohnhaus                                  | Yorckstr. 27                   | 1906      | Von Adolf Hirth für den Blechnermeister Emil Batschauer, zugehöriges Werkstattgebäude und Hof Geschützt nach § 2 DSchG |    |
|                | Doppelhaus mit Laden und Vorgarteneinfriedung | Yorckstr. 29 / Sophienstr. 168 | 1911      | Von Holwäger & Hillenbrand für Karl Bäder, Glasermeister Geschützt nach § 2 DSchG |    |
|                | Mietwohnhaus                                  | Yorckstr. 40                   | 1908      | Von Max Siebrand für Ludwig Eichsteller, Maurermeister. Geschützt nach § 2 DSchG |    |
|                | Mietwohnhaus mit Garten                       | Yorckstr. 41                   | 1904      | Von Ludwig Trunzer für Ludwig Trunzer, Architekt. Geschützt nach § 2 DSchG |    |
|                | Gartenhaus                                    | Yorckstr. 41a                  | 1892      | Von Ludwig Trunzer für Ludwig Trunzer, Architekt. Geschützt nach § 2 DSchG |    |
|                | Mietwohnhaus                                  | Yorckstr. 42                   | 1907      | Von Hohlwäger & Hillenbrand für Hohlwäger & Hillenbrand. Geschützt nach § 2 DSchG |    |
|                | Mietwohnhaus                                  | Yorckstr. 43                   | 1907      | Von Ludwig Trunzer für Stolz & Wohlwend, Maurermeister. Geschützt nach § 2 DSchG |    |
|                | Mietwohnhaus mit Laden                        | Yorckstr. 44                   | 1909      | Von Hohlwäger & Hillenbrand für August Schaier, Schreinermeister. Geschützt nach § 2 DSchG |    |
| Weitere Bilder | Mietwohnhaus                                  | Yorckstr. 49                   | 1911      | Von Hermann Bastel für Hermann Bastel, Architekt. Geschützt nach § 2 DSchG |    |
|                | Mietswohnhaus                                 | Yorckstr. 51                   | 1911      | Mietswohnhaus, dreigeschossiger Putz- und Werksteinbau mit Balkonen zur Straßenseite, Erdgeschoss rustiziert, Hauseingang mit Portikus, asymmetrischer Risalit mit Dreiecksgiebel im Dachbereich, nach Plänen des Architekten Robert Willet für den Malermeister Jakob Klingenfuß. Geschützt nach § 2 DSchG |    |